# Criminal Intent – Verbrechen im Visier/Episodenliste
Diese Episodenliste enthält alle Episoden der US-amerikanischen Krimiserie Criminal Intent – Verbrechen im Visier sortiert nach der US-amerikanischen Erstausstrahlung. Zwischen 2001 und 2011 entstanden in zehn Staffeln 195 Episoden mit einer Länge von jeweils etwa 45 Minuten.

## Übersicht
| Staffel | Episodenanzahl | Erstausstrahlung USA | Erstausstrahlung USA | Deutschsprachige Erstausstrahlung | Deutschsprachige Erstausstrahlung |
| Staffel | Episodenanzahl | Staffelpremiere      | Staffelfinale        | Staffelpremiere                   | Staffelfinale                     |
| ------- | -------------- | -------------------- | -------------------- | --------------------------------- | --------------------------------- |
| 1       | 22             | 30. September 2001   | 10. Mai 2002         | 2. August 2004                    | 3. Januar 2005                    |
| 2       | 23             | 22. September 2002   | 18. Mai 2003         | 10. Januar 2005                   | 27. Juni 2005                     |
| 3       | 21             | 28. September 2003   | 4. Juli 2005         | 23. Mai 2004                      | 5. Dezember 2005                  |
| 4       | 23             | 26. September 2004   | 13. Februar 2006     | 22. Mai 2005                      | 2. Oktober 2006                   |
| 5       | 22             | 25. September 2005   | 17. November 2006    | 14. Mai 2006                      | 28. März 2007                     |
| 6       | 22             | 19. September 2006   | 29. August 2007      | 21. Mai 2007                      | 6. Februar 2008                   |
| 7       | 22             | 4. Oktober 2007      | 1. Oktober 2008      | 24. August 2008                   | 1. April 2009                     |
| 8       | 16             | 19. April 2009       | 4. November 2009     | 9. August 2009                    | 24. März 2010                     |
| 9       | 16             | 30. März 2010        | 10. November 2010    | 6. Juli 2010                      | 28. Februar 2011                  |
| 10      | 8              | 1. Mai 2011          | 31. Oktober 2011     | 26. Juni 2011                     | 19. Dezember 2011                 |

## Staffel 1
Die Erstausstrahlung der ersten Staffel war vom 30. September 2001 bis zum 10. Mai 2002 auf dem US-amerikanischen Sender NBC zu sehen. Die deutschsprachige Erstausstrahlung sendete der deutsche Free-TV-Sender VOX vom 2. August 2004 bis zum 3. Januar 2005.
| Nr. (ges.) | Nr. (St.) | Deutscher Titel             | Originaltitel       | Erstausstrahlung USA | Deutschsprachige Erstausstrahlung (D) | Regie              | Drehbuch                                                                      |
| --- | --------- | --------------------------- | ------------------- | -------------------- | ------------------------------------- | ------------------ | ----------------------------------------------------------------------------- |
| 1 | 1         | Eiskalte Spur               | One                 | 30. Sep. 2001        | 2. Aug. 2004                          | Jean de Segonzac   | Handlung: Dick Wolf Schauspiel: René Balcer                                   |
| Team: Goren / Eames Bei einem Einbruch in ein Schmuckgeschäft sind einer der Ganoven, die Nachbarin des Juweliers und deren Freund getötet worden.                                        |           |                             |                     |                      |                                       |                    |                                                                               |
| 2 | 2         | Ein Meisterwerk             | Art                 | 7. Okt. 2001         | 9. Aug. 2004                          | David Platt        | Elizabeth M. Cosin                                                            |
| Team: Goren / Eames Die Detectives ermitteln nach einem Doppelmord in der Kunstszene und stoßen auf einige Verdächtige.                                                                   |           |                             |                     |                      |                                       |                    |                                                                               |
| 3 | 3         | Verraten und verkauft       | Smothered           | 14. Okt. 2001        | 16. Aug. 2004                         | Michael Fields     | Marlane Gomard Meyer                                                          |
| Team: Goren / Eames Der Mord an einer ehemals Drogenabhängigen bringt die Ermittler der Major Case Squad auf die Spur der Familie ihres Freundes.                                         |           |                             |                     |                      |                                       |                    |                                                                               |
| 4 | 4         | Ein heiliges Geheimnis      | The Faithful        | 17. Okt. 2001        | 23. Aug. 2004                         | Constantine Makris | Stephanie Sengupta                                                            |
| Team: Goren / Eames Ein Küster wird in einer Kirche tot aufgefunden. Die Spur führt zu einem Junkie, doch auch dieser ist bald tot. Gäste: Michael O’Keefe                                |           |                             |                     |                      |                                       |                    |                                                                               |
| 5 | 5         | Vielweiberei                | Jones               | 21. Okt. 2001        | 30. Aug. 2004                         | Frank Prinzi       | Handlung: Geoffrey Neigher & René Balcer Schauspiel: Geoffrey Neigher         |
| Team: Goren / Eames Eine Mordserie an jungen Frauen beschäftigt die Major Case Squad: Die Opfer wurden in der Badewanne ertränkt.                                                         |           |                             |                     |                      |                                       |                    |                                                                               |
| 6 | 6         | Fette Beute                 | The Extra Man       | 28. Okt. 2001        | 6. Sep. 2004                          | Jean de Segonzac   | Marlane Gomard Meyer                                                          |
| Team: Goren / Eames Ein Betrüger wird tot in seinem Hotelzimmer aufgefunden. An Motiven für den Mord scheint es dieses Mal nicht zu mangeln.                                              |           |                             |                     |                      |                                       |                    |                                                                               |
| 7 | 7         | Todesengel                  | Poison              | 11. Nov. 2001        | 13. Sep. 2004                         | Gloria Muzio       | Stephanie Sengupta                                                            |
| Team: Goren / Eames In einem Krankenhaus sterben überdurchschnittlich viele Patienten an Herzproblemen. Ist das ein Zufall?                                                               |           |                             |                     |                      |                                       |                    |                                                                               |
| 8 | 8         | Machtkampf                  | The Pardoner’s Tale | 18. Nov. 2001        | 20. Sep. 2004                         | Steve Shill        | Theresa Rebeck                                                                |
| Team: Goren / Eames Der Mord an einem Enthüllungsjournalisten und seiner Verlobten bringt die Major Case Squad auf die Spur einen Gouverneurs.                                            |           |                             |                     |                      |                                       |                    |                                                                               |
| 9 | 9         | Spurlos                     | The Good Doctor     | 25. Nov. 2001        | 27. Sep. 2004                         | Constantine Makris | Geoffrey Neigher                                                              |
| Team: Goren / Eames Ein Schönheitschirurg meldet seine Frau als vermisst. Obwohl er anscheinend alles versucht, seine Frau zu finden, erhärtet sich der Verdacht gegen ihn.               |           |                             |                     |                      |                                       |                    |                                                                               |
| 10 | 10        | Todesfalle                  | Enemy Within        | 9. Dez. 2001         | 4. Okt. 2004                          | John David Coles   | David Black                                                                   |
| Team: Goren / Eames Bei einem Feuer stirbt ein reicher Bankier an einer Rauchvergiftung. Wer hat den Brand gelegt? Gäste: Lothaire Bluteau                                                |           |                             |                     |                      |                                       |                    |                                                                               |
| 11 | 11        | Im Namen des Herren         | The Third Horseman  | 6. Jan. 2002         | 11. Okt. 2004                         | Constantine Makris | René Balcer                                                                   |
| Team: Goren / Eames Der Leiter einer Abtreibungsklinik wird erschossen. Die Spur führt zu einer Gruppe von Abtreibungsgegnern. Gäste: Robert Stanton                                      |           |                             |                     |                      |                                       |                    |                                                                               |
| 12 | 12        | Geisteskrank                | Crazy               | 13. Jan. 2002        | 18. Okt. 2004                         | Steve Shill        | René Balcer                                                                   |
| Team: Goren / Eames Auf einer Bar Mitzwa wird ein Mann ermordet aufgefunden. Anscheinend hat der Tote seine Tochter missbraucht und dafür nun mit dem Leben bezahlt. Gäste: Michael Gross |           |                             |                     |                      |                                       |                    |                                                                               |
| 13 | 13        | Der Insider                 | The Insider         | 27. Jan. 2002        | 25. Okt. 2004                         | Jan Egleson        | Elizabeth M. Cosin                                                            |
| Team: Goren / Eames Bei den Ermittlungen zu einem Mord kommt heraus, dass einer der Verdächtigen ein FBI-Undercoveragent ist.                                                             |           |                             |                     |                      |                                       |                    |                                                                               |
| 14 | 14        | Zahltag                     | Homo Homini Lupis   | 3. März 2002         | 8. Nov. 2004                          | David Platt        | René Balcer                                                                   |
| Team: Goren / Eames Ein Kredithai lässt die Tochter und die Frau eines Schuldners entführen.                                                                                              |           |                             |                     |                      |                                       |                    |                                                                               |
| 15 | 15        | Hingerichtet                | Semi-Professional   | 10. März 2002        | 15. Nov. 2004                         | Gloria Muzio       | Handlung: Stephanie Sengupta & René Balcer Schauspiel: Stephanie Sengupta     |
| Team: Goren / Eames Die Sekretärin eines Richters wird ermordet, der Richter selbst gerät ins Visier der Det. Eames und Goren.                                                            |           |                             |                     |                      |                                       |                    |                                                                               |
| 16 | 16        | Das Phantom                 | Phantom             | 17. März 2002        | 22. Nov. 2004                         | Juan J. Campanella | Handlung: Marlane Gomard Meyer & René Balcer Schauspiel: Marlane Gomard Meyer |
| Team: Goren / Eames Kurz nach seiner Haftentlassung wird ein Mann tot aufgefunden. Die Spur führt zu seiner alten Freundin und einem angeblichen Mitarbeiter der Vereinten Nationen.      |           |                             |                     |                      |                                       |                    |                                                                               |
| 17 | 17        | Die Handschrift des Killers | Seizure             | 31. März 2002        | 29. Nov. 2004                         | Michael Fields     | Handlung: Hall Powell & René Balcer Schauspiel: Hall Powell                   |
| Team: Goren / Eames Der Mord an einer Frau trägt die Handschrift eines bekannten Serienkillers.                                                                                           |           |                             |                     |                      |                                       |                    |                                                                               |
| 18 | 18        | Leiche im Keller            | Yesterday           | 14. Apr. 2002        | 6. Dez. 2004                          | Jean de Segonzac   | Handlung: Theresa Rebeck & René Balcer Schauspiel: Theresa Rebeck             |
| Team: Goren / Eames Der Fund der Leiche einer Frau, die anscheinend vor vielen Jahren ermordet wurde, stellt das Major Case Squad vor ein Rätsel.                                         |           |                             |                     |                      |                                       |                    |                                                                               |
| 19 | 19        | Kopflos                     | Maledictus          | 21. Apr. 2002        | 13. Dez. 2004                         | Frank Prinzi       | Handlung: Stephanie Sengupta & René Balcer Schauspiel: Stephanie Sengupta     |
| Team: Goren / Eames Der abgetrennte Kopf der Autorin eines Enthüllungsromans wird ihrem Verleger zugeschickt.                                                                             |           |                             |                     |                      |                                       |                    |                                                                               |
| 20 | 20        | Die Abrechnung              | Badge               | 28. Apr. 2002        | 20. Dez. 2004                         | Constantine Makris | Handlung: Marlane Gomard Meyer & René Balcer Schauspiel: Marlane Gomard Meyer |
| Team: Goren / Eames Ein Prüfer des Rechnungshofs der Polizei und seine Familie werden ermordet. Gäste: Viola Davis                                                                        |           |                             |                     |                      |                                       |                    |                                                                               |
| 21 | 21        | Tödliche Zweifel            | Faith               | 28. Apr. 2002        | 27. Dez. 2004                         | Ed Sherin          | Handlung: Theresa Rebeck & René Balcer Schauspiel: Theresa Rebeck             |
| Team: Goren / Eames Als einem Wohltäter Zweifel an der Existenz seines schwer kranken Schützlings kommen, wird er getötet.                                                                |           |                             |                     |                      |                                       |                    |                                                                               |
| 22 | 22        | Unter Druck                 | Tuxedo Hill         | 10. Mai 2002         | 3. Jan. 2005                          | Steve Shill        | René Balcer                                                                   |
| Team: Goren / Eames Die stellvertretende Leiterin der Buchhaltung eines Konzerns gerät unter Mordverdacht: Ihr Freund wurde ermordet und sie kann sich nicht erinnern.                    |           |                             |                     |                      |                                       |                    |                                                                               |

## Staffel 2
Die Erstausstrahlung der zweiten Staffel war vom 22. September 2002 bis zum 18. Mai 2003 auf dem US-amerikanischen Sender NBC zu sehen. Die deutschsprachige Erstausstrahlung sendete der deutsche Free-TV-Sender VOX vom 10. Januar bis zum 27. Juni 2005.
| Nr. (ges.) | Nr. (St.) | Deutscher Titel                        | Originaltitel        | Erstausstrahlung USA | Deutschsprachige Erstausstrahlung (D) | Regie                             | Drehbuch                                                                        |
| --- | --------- | -------------------------------------- | -------------------- | -------------------- | ------------------------------------- | --------------------------------- | ------------------------------------------------------------------------------- |
| 23 | 1         | Die sechste Plage                      | Dead                 | 22. Sep. 2002        | 10. Jan. 2005                         | Darnell Martin                    | Handlung: René Balcer & Stephanie Sengupta Schauspiel: Stephanie Sengupta       |
| Team: Goren / Eames Der Bestattungsunternehmer Douglas Hagman wird ermordet aufgefunden. Zunächst vermuten die Ermittler einen religiösen Hintergrund, aber bei genauerem Hinsehen vermutet Goren, dass die Polizei auf eine falsche Spur geführt werden soll. |           |                                        |                      |                      |                                       |                                   |                                                                                 |
| 24 | 2         | Tödlicher Ehrgeiz                      | Bright Boy           | 29. Sep. 2002        | 17. Jan. 2005                         | Frank Prinzi                      | Handlung: René Balcer & Marlane Gomard Meyer Schauspiel: Marlane Gomard Meyer   |
| Team: Goren / Eames Der stellvertretende Bürgermeister Bill Webster ist erschossen worden. Da er die Gehälter der städtischen Angestellten kürzen wollte, ermitteln Goren und Eames zunächst in deren Reihen. Bald stellt sich heraus, dass der Anschlag nicht Webster, sondern seiner heimlichen Geliebten galt. |           |                                        |                      |                      |                                       |                                   |                                                                                 |
| 25 | 3         | Falsches Spiel                         | Anti-Thesis          | 13. Okt. 2002        | 24. Jan. 2005                         | Adam Bernstein                    | Handlung: René Balcer, Eric Overmyer & Dick Wolf Schauspiel: Eric Overmyer      |
| Team: Goren / Eames Der Rektor der New Yorker Hudson-Universität Terry Winthrop wird ermordet. Der Verdacht fällt auf Professor Sanders, der oft im Streit mit dem Rektor lag, der hat allerdings ein Alibi. Goren und Eames ermitteln weiter an der Universität, bis sie auf Nicole Wallace treffen, die unter falscher Identität in den USA lebt. Es soll nicht die letzte Begegnung für Goren gewesen sein. Gäste: Olivia d’Abo |           |                                        |                      |                      |                                       |                                   |                                                                                 |
| 26 | 4         | Eine Leiche im Keller / Bei Anruf Mord | Best Defense         | 20. Okt. 2002        | 31. Jan. 2005                         | Gloria Muzio                      | Handlung: René Balcer & Elizabeth M. Cosin Schauspiel: Elizabeth M. Cosin       |
| Team: Goren / Eames Auf den Freund von Staatsanwalt Ron Carver, dem Staatsanwalt Peter Bonham sollen mehrere Mordanschläge verübt worden sein. Im Beisein von Ron Carver erhält der Staatsanwalt einen mysteriösen Anruf, wonach sich seine Frau in einer Notlage befinden soll |           |                                        |                      |                      |                                       |                                   |                                                                                 |
| 27 | 5         | Die Kunst des Mordens                  | Chinoiserie          | 27. Okt. 2002        | 7. Feb. 2005                          | David Platt                       | Handlung: René Balcer & B. Mason Schauspiel: B. Mason                           |
| Team: Goren / Eames Die Chinesin Annie Littleton wird vor den Augen ihrer Kinder erschossen, nachdem sie einen Mann erkannt hat, der als besonders brutaler Soldat am Massaker auf dem Platz des Himmlischen Friedens beteiligt war. |           |                                        |                      |                      |                                       |                                   |                                                                                 |
| 28 | 6         | Tödliche Dosis                         | Malignant            | 3. Nov. 2002         | 14. Feb. 2005                         | Juan J. Campanella & Frank Prinzi | Handlung: René Balcer & Michael S. Chernuchin Schauspiel: Michael S. Chernuchin |
| Team: Goren / Eames Zwei Fahrer eines Arzneimitteltransporters werden erschossen. Es fehlen vier Kisten mit Hormonpräparaten, die vorwiegend von Bodybuildern genommen werden. Der Fall kann schnell geklärt werden, allerdings stoßen dabei Goren und Eames auf einen Fall von Arzneimittel-Panscherei, mit tödlichem Ausgang. |           |                                        |                      |                      |                                       |                                   |                                                                                 |
| 29 | 7         | Die Nanny                              | Tomorrow             | 10. Nov. 2002        | 21. Feb. 2005                         | Don Scardino                      | Handlung: René Balcer & Stephanie Sengupta Schauspiel: Stephanie Sengupta       |
| Team: Goren / Eames Bill Davenports Tochter und der Mitbewohner seines Sohnes Rick werden ermordet. Der Verdacht fällt auf den verschwundenen Sohn, aber auch er wird ermordet auf einer Mülldeponie gefunden. |           |                                        |                      |                      |                                       |                                   |                                                                                 |
| 30 | 8         | Das Attentat                           | The Pilgrim          | 17. Nov. 2002        | 28. Feb. 2005                         | Darnell Martin                    | Handlung: René Balcer & Marlane Gomard Meyer Schauspiel: Marlane Gomard Meyer   |
| Team: Goren / Eames Die lebenslustige Leslie Dornan wird als vermisst gemeldet. Ebenso ist ihr Ex-Freund Ali, ein Marokkaner, verschwunden. Goren und Eames stoßen auf Spuren von hoch dosiertem Sprengstoff, der vor allem bei Selbstmordattentaten verwendet wird. |           |                                        |                      |                      |                                       |                                   |                                                                                 |
| 31 | 9         | Im falschen Glauben                    | Shandeh              | 1. Dez. 2002         | 7. März 2005                          | Steve Shill                       | René Balcer                                                                     |
| Team: Goren / Eames Die Frau des jüdischen Unternehmers Danny Sussman, Kelly wird ermordet. Goren und Eames ermitteln in verschiedene Richtungen, wobei sie auf eine schwere Sünde im jüdischen Glauben stoßen: Sussmans Mutter hat Kelly, als sie schwanger war, zwei große Schecks ausgestellt, damit sie zum Judentum konvertiert, wodurch Kelly ihre Schwiegermutter in der Hand hatte. |           |                                        |                      |                      |                                       |                                   |                                                                                 |
| 32 | 10        | Der Guru                               | Con-Text             | 5. Jan. 2003         | 14. März 2005                         | Alex Zakrzewski                   | Handlung: René Balcer & Gerry Conway Schauspiel: Gerry Conway                   |
| Team: Goren / Eames Der Buchmacher Mickey Conelley kehrt nach New York zurück, um seine 2 Millionen Dollar zu holen, die er bei seinem Sohn Doug deponiert hatte. Dieser hat allerdings das Geld einer Sekte geschenkt, die ihm versprochen hatte, ihn zu einem glücklichen Menschen zu machen. Dougs Freundin, die in Wahrheit als Werkzeug des Sektenführers Randall Fuller fungiert, informiert diesen umgehend von der Forderung. Fuller bearbeitet Doug solange, bis er seinen Vater und seinen Stiefbruder ermordet. Goren und Eames versuchen Fuller eine Falle zu stellen. |           |                                        |                      |                      |                                       |                                   |                                                                                 |
| 33 | 11        | Doppelleben                            | Baggage              | 12. Jan. 2003        | 21. März 2005                         | Constantine Makris                | Handlung: Theresa Rebeck & René Balcer Schauspiel: Theresa Rebeck               |
| Team: Goren / Eames Die aufstrebende Mitarbeiterin einer Fluggesellschaft Jenny Sullivan wird tot im Kofferraum ihres Wagens gefunden. Die Ermittler stoßen bald auf ihren Kollegen Keith, der angeblich verliebt in Sullivan war. In Wirklichkeit betreibt Keith einen Handel mit aus Postsäcken gestohlenen Kreditkarten und entpuppt sich als Hochstapler, wobei er sich in seiner Freizeit an reiche Frauen heranmacht. |           |                                        |                      |                      |                                       |                                   |                                                                                 |
| 34 | 12        | Die Botox-Tote                         | Suite Sorrow         | 2. Feb. 2003         | 4. Apr. 2005                          | Jean de Segonzac                  | Handlung: René Balcer & Warren Leight Schauspiel: Warren Leight                 |
| Team: Goren / Eames Die Besitzerin eines Luxushotels Nan Turner wird ermordet in ihrer Badewanne aufgefunden, Todesursache ist offensichtlich eine Überdosis Botox. Goren und Eames ermitteln im Umfeld von Turner und stoßen bald auf dunkle Familiengeheimnisse. Gäste: Amy Ryan |           |                                        |                      |                      |                                       |                                   |                                                                                 |
| 35 | 13        | Auge um Auge                           | See Me               | 9. Feb. 2003         | 11. Apr. 2005                         | Steve Shill                       | Handlung: René Balcer & Jim Sterling Schauspiel: Jim Sterling                   |
| Team: Goren / Eames Der Psychiater Dr. Michael Roland wird ermordet, nachdem er sich bei dem Augenarzt Dr. Thomas Dysart nach seinem Schwager Jeff Richter erkundigt hat. Richter ist schizophren und lebt in einem Wohnheim. Hier decken Goren und Eames ein Skandal auf, wonach jahrelang nicht erbrachte medizinische Leistungen abgerechnet und die Heimbewohner für unnötige Augenoperationen missbraucht wurden. |           |                                        |                      |                      |                                       |                                   |                                                                                 |
| 36 | 14        | Ohne Skrupel                           | Probability          | 16. Feb. 2003        | 18. Apr. 2005                         | Frank Prinzi                      | Handlung: René Balcer & Gerry Conway Schauspiel: Gerry Conway                   |
| Team: Goren / Eames Der Obdachlose Leo Gergis wird tot aufgefunden, nachdem er sich einem Gesundheitscheck unterzogen und dafür 1.000 Dollar erhalten hat. Die Ermittler kommen schon bald einer Reihe von tödlichen Unfällen mit Obdachlosen auf die Spur. |           |                                        |                      |                      |                                       |                                   |                                                                                 |
| 37 | 15        | Tödliche Neugier                       | Monster              | 2. März 2003         | 25. Apr. 2005                         | Joyce Chopra                      | Handlung: René Balcer & Marlane Gomard Meyer Schauspiel: Marlane Gomard Meyer   |
| Team: Goren / Eames Der als Yuppie-Killer bekannte Mark Dietrich wird nach 15 Jahren aus der Haft entlassen. Kurze Zeit darauf wird Mrs. Dietrich brutal ermordet. Mark findet seine Mutter nach einer durchzechten Nacht und kann sich an nichts mehr erinnern. Der Fall scheint schnell geklärt zu sein. Goren und Eames stellen allerdings eine Verbindung zu einem früheren Fall her, wo womöglich 4 Jugendliche zu Unrecht verurteilt worden waren. Sie müssen auch in ihren eigenen Reihen ermitteln.                                                                        |           |                                        |                      |                      |                                       |                                   |                                                                                 |
| 38 | 16        | Mord auf Bestellung                    | Cuba Libre           | 9. März 2003         | 2. Mai 2005                           | Darnell Martin                    | Handlung: René Balcer & Warren Leight Schauspiel: Warren Leight                 |
| Team: Goren / Eames Der reiche Geschäftsmann Milt Winters wird nach 2 Jahren Haft, wegen versuchter Anstiftung zum Mord, aus der Haft entlassen. Kurze Zeit später werden seine Frau Pamela und sein Anwalt Jack ermordet. Die Ermittler finden eine Verbindung zum Drogenboss Dempsey Powers, mit dem Winters zusammen in Haft war und über den er 4 Morde in Auftrag gegeben hat. |           |                                        |                      |                      |                                       |                                   |                                                                                 |
| 39 | 17        | Eiskalt                                | Cold Comfort         | 30. März 2003        | 9. Mai 2005                           | Constantine Makris                | Handlung: René Balcer & Stephanie Sengupta Schauspiel: Stephanie Sengupta       |
| Team: Goren / Eames Senator Randolph Kittridge erliegt seinem Krebsleiden. Wenige Tage später wird seine Tochter Eloise ermordet. Als Goren und Eames die Leiche untersuchen wollen, ist sie bereits auf dem Weg in ein Kryogenik-Labor, wo sie zusammen mit ihrem Vater eingefroren werden soll. |           |                                        |                      |                      |                                       |                                   |                                                                                 |
| 40 | 18        | Die Krieger                            | Legion               | 6. Apr. 2003         | 23. Mai 2005                          | Frank Prinzi & Steve Shill        | Handlung: Theresa Rebeck & René Balcer Schauspiel: Theresa Rebeck               |
| Team: Goren / Eames Enrique Ibarra und seinem Sohn Sami, der sich mit falschen Freunden eingelassen hat, werden bei dem Versuch Sami nach Hause zu holen, die Kehlen durchgeschnitten. Wie durch ein Wunder überlebt Enrique. Auch andere Freunde von Sami sind verschwunden. Die Spur führt die Ermittler zu Jojo Rios, der ein Tonstudio betreibt, wo die Jugendlichen ihre Freizeit verbringen. Hinter dem Tonstudio verbirgt sich allerdings viel mehr, als Goren und Eames ahnen.                                                                                             |           |                                        |                      |                      |                                       |                                   |                                                                                 |
| 41 | 19        | Kurzschluss                            | Cherry Red           | 27. Apr. 2003        | 30. Mai 2005                          | Frank Prinzi                      | Handlung: René Balcer & Jim Sterling Schauspiel: Jim Sterling                   |
| Team: Goren / Eames Die wohlhabende Mrs. Batchelder stirbt durch einen Kurzschluss in ihrem Heizkissen. Sie hinterlässt kein Testament, verfügt lediglich, dass ihre Freundin Kate sich um die 5 Katzen kümmern soll. Nach einem Gespräch mit Mrs. Batchelders Nachlassverwalter stürzt Kate von der Treppe und verunglückt tödlich. Goren und Eames untersuchen nun beide „Unfälle“. |           |                                        |                      |                      |                                       |                                   |                                                                                 |
| 42 | 20        | Hoher Einsatz                          | Blink                | 4. Mai 2003          | 6. Juni 2005                          | Don Scardino                      | Handlung: René Balcer & Gerry Conway Schauspiel: Gerry Conway                   |
| Team: Goren / Eames Die Mathematikstudentin Penny Chai wird tot im Park gefunden. Sie hat zusammen mit Kommilitonen ein Programm zur Manipulation von Sportwetten und Glücksspielen entwickelt. Die Ermittler treffen auf den Ingenieur Ken Harris, der das Programm weiter benutzt, um weiter Wettbetrügereien zu begehen. Er hat sich auch mit der israelischen Mafia eingelassen. |           |                                        |                      |                      |                                       |                                   |                                                                                 |
| 43 | 21        | Die Sippe                              | Graansha             | 11. Mai 2003         | 13. Juni 2005                         | Darnell Martin                    | Handlung: René Balcer & Joe Gannon Schauspiel: Joe Gannon                       |
| Team: Goren / Eames Die Sozialarbeiterin Ann Lawson wird nach einem Streit mit einem Freund, dem Soziologie-Professor Malcom Bryce ermordet. Zunächst gerät Malcom unter Verdacht, aber bald geraten die Traveller (irische Bezeichnung für Pavee), ein moderner Nomadenstamm, dem auch Ann angehörte, ins Visier der Ermittler. |           |                                        |                      |                      |                                       |                                   |                                                                                 |
| 44 | 22        | Niedere Instinkte                      | Zoonotic             | 18. Mai 2003         | 20. Juni 2005                         | Don Scardino                      | Handlung: René Balcer & Warren Leight Schauspiel: Warren Leight                 |
| Team: Goren / Eames Der Polizist Buzz Davis wird kurz nach einem mysteriösen Anruf ermordet. Wie sich herausstellt, hatte Davis keine saubere Weste. Er erpresste mehrere Ärzte, nachdem er sich in deren Patientenakten gehackt hatte. Aber auch die Ärzte haben dunkle Geheimnisse. Gäste: Carrie Preston |           |                                        |                      |                      |                                       |                                   |                                                                                 |
| 45 | 23        | Die Drahtzieherin                      | A Person of Interest | 18. Mai 2003         | 27. Juni 2005                         | Frank Prinzi                      | Handlung: René Balcer & Warren Leight Schauspiel: Warren Leight                 |
| Team: Goren / Eames Die ehemalige Army-Angehörige Connie Matson wird ermordet. Nach einem Verhör wird ein Dr. Dan Croyden tot in seiner Zelle gefunden. Beide hatten bei der Army mit Anthrax zu tun. Goren wird in der Öffentlichkeit für den Tod von Croyden verantwortlich gemacht. Plötzlich taucht Gorens alte Erzfeindin, die hochintelligente Psychopathin Nicole Wallace auf, die er schon bei einem früheren Fall nicht überführen konnte. Gäste: Olivia d’Abo |           |                                        |                      |                      |                                       |                                   |                                                                                 |

## Staffel 3
Die Erstausstrahlung der dritten Staffel war vom 28. September 2003 bis zum 23. Mai 2004 auf dem US-amerikanischen Sender NBC zu sehen. Die deutschsprachige Erstausstrahlung sendete der deutsche Free-TV-Sender VOX vom 4. Juli bis zum 5. Dezember 2005.
| Nr. (ges.) | Nr. (St.) | Deutscher Titel       | Originaltitel       | Erstausstrahlung USA | Deutschsprachige Erstausstrahlung (D) | Regie                           | Drehbuch                           |
| --- | --------- | --------------------- | ------------------- | -------------------- | ------------------------------------- | ------------------------------- | ---------------------------------- |
| 46 | 1         | Hinterrücks           | Undaunted Mettle    | 28. Sep. 2003        | 4. Juli 2005                          | Steve Shill                     | René Balcer & Stephanie Sengupta   |
| Team: Goren / Eames Die Promiskuität eines berühmten Architekten wird zum Schlüssel für die Aufklärung des Mordes an einem talentierten, jungen Designer. |           |                       |                     |                      |                                       |                                 |                                    |
| 47 | 2         | Blauäugig             | Gemini              | 5. Okt. 2003         | 11. Juli 2005                         | Frank Prinzi                    | René Balcer & Jim Sterling         |
| Team: Goren / Eames Zwei Optiker und ein plastischer Chirurg sind ermordet worden. Obwohl noch nicht klar ist, ob die Morde in Zusammenhang stehen, stoßen die Ermittler bald auf den drogenabhängigen Brent Anderson und seinen erfolgreichen Bruder Spencer, der verärgert ist, weil er seinem Bruder ständig Geld aus dem gemeinsamen Erbe für seine Drogen zukommen lassen muss.                                                   |           |                       |                     |                      |                                       |                                 |                                    |
| 48 | 3         | Das Medium            | The Gift            | 12. Okt. 2003        | 18. Juli 2005                         | Alex Zakrzewski                 | René Balcer & Marlane Gomard Meyer |
| Team: Goren / Eames Anhänger des Santeria-Kults töten den Sohn einer Frau, von der sie glaubten, sie habe psychische Mächte. Gäste: Bobby Cannavale |           |                       |                     |                      |                                       |                                 |                                    |
| 49 | 4         | Der Schein trügt      | But Not Forgotten   | 19. Okt. 2003        | 25. Juli 2005                         | Constantine Makris              | René Balcer & Gerry Conway         |
| Team: Goren / Eames Die Buchhalterin Frieda Mercer wird vermisst. Als die Ermittler einen Augenzeugen ausfindig machen können, ist auch der tot. Die Spur führt in das familiäre Umfeld von Frieda. Es stellt sich heraus, dass ihr Bruder Dan ein Profikiller war, der ebenfalls ermordet wurde. |           |                       |                     |                      |                                       |                                 |                                    |
| 50 | 5         | Schwarz auf weiß      | Pravda              | 26. Okt. 2003        | 1. Aug. 2005                          | Alex Zakrzewski                 | René Balcer & Warren Leight        |
| Team: Goren / Bishop Da Det. Eames für ihre Schwester ein Kind austrägt, wird vorübergehend Det. Lynn Bishop Goren als Partnerin zugeteilt. Sie bekommen es auch gleich mit dem Mord an einer gewissen Katya zu tun. Bishop nimmt Katyas Freund, den Nachwuchsjournalisten Carl Hines, ins Visier. Ihm werden zahlreiche Plagiate vorgeworfen. Gäste: Judd Hirsch                                                                      |           |                       |                     |                      |                                       |                                 |                                    |
| 51 | 6         | Undercover            | Stray               | 2. Nov. 2003         | 8. Aug. 2005                          | Frank Prinzi                    | René Balcer & Elizabeth Benjamin   |
| Team: Goren / Bishop Zwei Undercover-Cops sind zusammen mit den von ihnen überwachten Gangstern ermordet worden. Wenig später gibt es ein Massaker in einer Wohnung, in der Geld gezählt wurde. Die Spur führt Goren und Bishop ins Waffenschieber-Milieu. |           |                       |                     |                      |                                       |                                 |                                    |
| 52 | 7         | Haßerfüllt            | A Murderer Among Us | 9. Nov. 2003         | 15. Aug. 2005                         | Steve Shill                     | René Balcer & Diana Son            |
| Team: Goren / Bishop Die Umstände der Ermordung einer Argentinierin führen zu acht alten und unaufgeklärten Mordfällen, die sich als Serie eines Täters entpuppen. |           |                       |                     |                      |                                       |                                 |                                    |
| 53 | 8         | Süßer Stoff           | Sound Bodies        | 16. Nov. 2003        | 22. Aug. 2005                         | Jean de Segonzac & Frank Prinzi | René Balcer                        |
| Team: Goren / Bishop Auf Channel Island werden einige Gemeindemitglieder mit Arsen vergiftet. Die Ermittler stellen eine Verbindung zu einem Fall her, bei dem einige Monate zuvor drei Jungs bei dem Versuch, die Insel mit einem Ruderboot zu verlassen, ertrunken sind. Goren und Bishop rollen den Fall wieder auf, da es sich offensichtlich um Mord handelte.                                                                    |           |                       |                     |                      |                                       |                                 |                                    |
| 54 | 9         | Die Waisenknaben      | Happy Family        | 23. Nov. 2003        | 5. Sep. 2005                          | Frank Prinzi                    | René Balcer & Marlane Gomard Meyer |
| Team: Goren / Bishop Das zerstrittene Ehepaar Connor reißt sich für eine Aufführung ihrer rumänischen Adoptivkinder noch mal zusammen. Russel Connor erscheint aber nicht, er ist erschlagen worden. Der neue Freund von Paula Connor, Eddie, taucht verspätet bei der Aufführung auf. |           |                       |                     |                      |                                       |                                 |                                    |
| 55 | 10        | Blutiges Spiel        | F.P.S.              | 4. Jan. 2004         | 12. Sep. 2005                         | Darnell Martin                  | René Balcer & Gerry Conway         |
| Team: Goren / Bishop Die Onlinespielerin und Kreditkartenbetrügerin Corinne wird ermordet. Trotz der Vernehmung aller, die mit den Kreditkartenbetrügereien in Verbindung stehen, kommen Goren und Bishop nicht weiter, bis sie auf den Mitspieler von Corinne, Jack Cadogon treffen, der in der Nacht von Corinnes Ermordung mit ihr gespielt haben will.                                                                             |           |                       |                     |                      |                                       |                                 |                                    |
| 56 | 11        | Tod in Harlem         | Mad Hops            | 11. Jan. 2004        | 19. Sep. 2005                         | Christopher Swartout            | René Balcer & Jim Sterling         |
| Team: Goren / Bishop Der Privatdetektiv Diego Bracho wird erschossen. Er war auf der Suche nach einem jungen Ausnahme-Basketballspieler. Vom Basketball-Trainer des nahe gelegenen Colleges erfahren die Ermittler, dass der gesuchte Junge spurlos verschwunden ist. |           |                       |                     |                      |                                       |                                 |                                    |
| 57 | 12        | Außer Atem            | Unrequited          | 18. Jan. 2004        | 26. Sep. 2005                         | Jean de Segonzac                | René Balcer & Stephanie Sengupta   |
| Team: Goren / Eames Nachdem Det. Eames aus ihrem Schwangerschaftsurlaub zurückgekehrt ist, wird Det. Bishop zu einer anderen Einheit versetzt. Goren und Eames haben es mit einem Mord zu tun, der zunächst als natürlicher Tod durchging, da das Opfer, der Millionär James Whitney, Asthmatiker war. Die Spur führt zu dem Veranstalter Harvey, der Whitneys Frau einen großen Showabend versprochen hatte. Gäste: Claire Bloom      |           |                       |                     |                      |                                       |                                 |                                    |
| 58 | 13        | Hochexplosiv          | Pas de Deux         | 15. Feb. 2004        | 10. Okt. 2005                         | Frank Prinzi                    | René Balcer & Warren Leight        |
| Team: Goren / Eames Der einfache Arbeiter Ernie überfällt eine Bank und macht reichlich Beute. Beim Verlassen der Bank trifft er auf eine zufällig vorbeikommende Polizeistreife und zündet einen am eigenen Körper befindlichen Bombengürtel. Diese Folge ist an den realen Bankraub um Brian Wells angelegt. |           |                       |                     |                      |                                       |                                 |                                    |
| 59 | 14        | Sein letzter Trip     | Mis-Labeled         | 22. Feb. 2004        | 17. Okt. 2005                         | Joyce Chopra                    | René Balcer & Elizabeth Benjamin   |
| Team: Goren / Eames Der für Ostasien zuständige Vertreter eines großen Pharmakonzerns Clayton Sherwood wird ermordet, zerstückelt und soll in 2 Koffern nach Bangkok geschickt werden. Goren und Eames kommen dem alten Schulfreund von Clayton, Eric, und einem unglaublichen Arzneimittelbetrug auf die Spur. |           |                       |                     |                      |                                       |                                 |                                    |
| 60 | 15        | Auf der Couch         | Shrink-Wrapped      | 7. März 2004         | 24. Okt. 2005                         | Jean de Segonzac                | René Balcer & Diana Son            |
| Team: Goren / Eames Der Musikstudent Christian wird ermordet. Da er ein Verhältnis mit seiner Psychotherapeutin Dr. Eloise Barnes hatte, wird deren Mann verdächtigt. Auch er hatte ein Verhältnis mit einer Patientin seiner Frau. Goren und Eames ermitteln im familiären Umfeld. Gäste: Brent Spiner, Margaret Colin |           |                       |                     |                      |                                       |                                 |                                    |
| 61 | 16        | Der Heilige           | The Saint           | 14. März 2004        | 31. Okt. 2005                         | Frank Prinzi                    | René Balcer & Marlane Gomard Meyer |
| Team: Goren / Eames Eine Briefbombe tötet die Psychologin Louise Politano. Die Ermittler stoßen auf eine Stiftung, die armen und kranken Kindern hilft und die ihren Gründer Bruder Jerome heiligsprechen lassen will. Gäste: Phyllis Somerville, Brian Doyle-Murray |           |                       |                     |                      |                                       |                                 |                                    |
| 62 | 17        | Koma                  | Conscience          | 28. März 2004        | 7. Nov. 2005                          | Alex Chapple                    | René Balcer & Gerry Conway         |
| Team: Goren / Eames Dr. Anna Ford wird tot im Schwimmbad aufgefunden. Zu ihren Patienten gehörte Laraine Farell, die seit 6 Jahren im Wachkoma liegt und von der sie überzeugt war, dass sie wieder aufwache, während Laraines Familie die lebenserhaltenden Geräte abschalten lassen will. Gäste: John Savage |           |                       |                     |                      |                                       |                                 |                                    |
| 63 | 18        | Das trojanische Pferd | Ill-Bred            | 18. Apr. 2004        | 14. Nov. 2005                         | Steve Shill                     | René Balcer & Jim Sterling         |
| Team: Goren / Eames Die Tierärztin Molly Sims wird ermordet. Die Ermittlungen führen Goren und Eames in die Turnierpferdeszene, wo offenbar Pferde zum Drogenschmuggel benutzt werden. |           |                       |                     |                      |                                       |                                 |                                    |
| 64 | 19        | Mafiosi               | Fico Di Capo        | 9. Mai 2004          | 21. Nov. 2005                         | Alex Zakrzewski                 | René Balcer & Stephanie Sengupta   |
| Team: Goren / Eames Der Hauptzeuge in einem Mafiaprozess wird ermordet, kurz darauf wird die Frau des zuständigen Staatsanwalts, eine Polizistin, niedergestochen. Die Ermittler vom Major Case Squad haben alle Hände voll zu tun. |           |                       |                     |                      |                                       |                                 |                                    |
| 65 | 20        | Totenwache            | D.A.W.              | 16. Mai 2004         | 28. Nov. 2005                         | Frank Prinzi                    | René Balcer & Warren Leight        |
| Team: Goren / Eames Die verstorbene Mrs. Pearce hat noch verfügt, dass sie eingeäschert werden soll, obwohl es gegen ihre religiöse Tradition ist. Bei ihrer Totenwache fällt den Angehörigen auf, dass wertvoller Schmuck fehlt. Die Spur führt zu einem Dr. Edwin Lindgrad, bei dem sich herausstellt, dass weitere 246 Patienten ihr Begräbnis vorher auf die gleiche Weise geregelt hatten und bei allen Schmuck verschwunden war. |           |                       |                     |                      |                                       |                                 |                                    |
| 66 | 21        | Die Millionenbeute    | Consumed            | 23. Mai 2004         | 5. Dez. 2005                          | Steve Shill                     | René Balcer & Warren Leight        |
| Team: Goren / Eames Drei Latinos werden mit derselben Waffe erschossen, die dem Polizisten Tommy Callahan gehört. Callahan wird kurz nach der Tat verletzt aus einem U-Bahnschacht geborgen. Er leidet allerdings unter schwerer Schlafwandlerei. |           |                       |                     |                      |                                       |                                 |                                    |

## Staffel 4
Die Erstausstrahlung der vierten Staffel war vom 26. September 2004 bis zum 22. Mai 2005 auf dem US-amerikanischen Sender NBC zu sehen. Die deutschsprachige Erstausstrahlung sendete der deutsche Free-TV-Sender VOX vom 13. Februar bis zum 2. Oktober 2006.
| Nr. (ges.) | Nr. (St.) | Deutscher Titel      | Originaltitel             | Erstausstrahlung USA | Deutschsprachige Erstausstrahlung (D) | Regie                | Drehbuch                                   |
| --- | --------- | -------------------- | ------------------------- | -------------------- | ------------------------------------- | -------------------- | ------------------------------------------ |
| 67 | 1         | Seine letzte Sendung | Semi-Detached             | 26. Sep. 2004        | 13. Feb. 2006                         | Frank Prinzi         | René Balcer & Gerry Conway                 |
| Team: Goren / Eames Als ein unkonventioneller Radiomoderator tot aufgefunden wird, deutet alles auf Selbstmord hin. Aber dann wird ein weiteres Opfer gefunden. Gäste: Tatum O’Neal |           |                      |                           |                      |                                       |                      |                                            |
| 68 | 2         | Atelier des Todes    | The Posthumous Collection | 3. Okt. 2004         | 20. Feb. 2006                         | Jean de Segonzac     | René Balcer & Marlane Gomard Meyer         |
| Team: Goren / Eames Der deutsche Fotograf Gerhardt Heltman ist ermordet worden. Goren und Eames ermitteln in seinem beruflichen Umfeld und finden heraus, dass 4 Frauen, die ein Bewunderer Heltmans als Straßenkünstler porträtiert hatte, verschwunden sind. |           |                      |                           |                      |                                       |                      |                                            |
| 69 | 3         | Der Kannibale        | Want                      | 10. Okt. 2004        | 27. Feb. 2006                         | Frank Prinzi         | René Balcer & Elizabeth Benjamin           |
| Team: Goren / Eames Die Ballettstudentin und Stripperin Amanda Norman ist ermordet worden. Es wird ein dubioser Südamerikaner verdächtigt, der kann allerdings den Ermittlern eine Beschreibung des wirklichen Täters geben. Kurz darauf wird eine hilflose Frau aufgegriffen. Gäste: Neil Patrick Harris |           |                      |                           |                      |                                       |                      |                                            |
| 70 | 4         | Tödliche Geliebte    | Great Barrier             | 17. Okt. 2004        | 6. März 2006                          | Frank Prinzi         | René Balcer & Diana Son                    |
| Team: Goren / Eames Ein Diebespaar macht bei einem Juwelier reichlich Beute. Kurz darauf ist der junge Mann tot. Goren und Eames können seine Partnerin ausfindig machen. Sie taucht mit ihrem Anwalt samt seiner Geliebten, Gorens alter Widersacherin Nicole Wallace, auf. Gäste: Olivia d’Abo |           |                      |                           |                      |                                       |                      |                                            |
| 71 | 5         | Lösegeld             | Eosphoros                 | 24. Okt. 2004        | 13. März 2006                         | Alex Zakrzewski      | René Balcer & Stephanie Sengupta           |
| Team: Goren / Eames Die Anführerin einer Atheistenbewegung und ihre Enkelin werden entführt. Trotz Lösegeldzahlung wird die alte Dame ermordet, die Enkelin kann entkommen. Wenig später werden zwei der vermutlichen Entführer tot aufgefunden. Gäste: Frank Whaley |           |                      |                           |                      |                                       |                      |                                            |
| 72 | 6         | Tödlicher Abstieg    | In the Dark               | 31. Okt. 2004        | 20. März 2006                         | Alex Chapple         | René Balcer & Jim Sterling                 |
| Team: Goren / Eames Die ehrenamtliche Sozialarbeiterin Vicky, die einen ihrer Schützlinge vermisst, wird ermordet. Goren und Eames stoßen bei ihren Ermittlungen auf weitere Opfer, die alle auf die gleiche Weise ermordet wurden. |           |                      |                           |                      |                                       |                      |                                            |
| 73 | 7         | Der Tyrann           | Magnificat                | 7. Nov. 2004         | 27. März 2006                         | Frank Prinzi         | René Balcer & Diana Son                    |
| Team: Goren / Eames Der Ingenieur Paul Whitlock ist in seinem Job nicht gerade erfolgreich, dafür tyrannisiert er seine Familie. Eines Tages explodiert der Wagen seiner Frau, wobei drei seiner Kinder ums Leben kommen. Gäste: Carrie Preston |           |                      |                           |                      |                                       |                      |                                            |
| 74 | 8         | Der Meisterdieb      | Silver Lining             | 14. Nov. 2004        | 3. Apr. 2006                          | Kevin Dowling        | René Balcer & Marlane Gomard Meyer         |
| Team: Goren / Eames Die Silber-Expertin eines Auktionshauses Bex Todman wird ermordet. Die Ermittler finden heraus, dass bei mehreren ihrer Kunden wertvolles Tafelsilber bei Wohnungseinbrüchen gestohlen wurde. |           |                      |                           |                      |                                       |                      |                                            |
| 75 | 9         | Genie und Wahnsinn   | Inert Dwarf               | 21. Nov. 2004        | 10. Apr. 2006                         | Alex Chapple         | René Balcer & Warren Leight                |
| Team: Goren / Eames Der Assistent des schwerstbehinderten Physikers Jon Manotti wird ermordet. Beide standen kurz vor dem Ziel bei einem Forschungsprojekt. Goren und Eames finden heraus, dass Manottis Theorie keinerlei wissenschaftlicher Prüfung standgehalten hätte. |           |                      |                           |                      |                                       |                      |                                            |
| 76 | 10        | In Gottes Namen      | View from up Here         | 2. Jan. 2005         | 24. Apr. 2006                         | Alex Chapple         | René Balcer & Jim Sterling                 |
| Team: Goren / Eames Jay Peerson wird auf brutale Art ermordet. Er ist Bewohner eines neuen Towers, in dem seit geraumer Zeit merkwürdige Dinge geschehen. Das Kindermädchen Ann Marie, die im selben Tower wohnt, sieht das als Gottes Plagen und behauptet, Gott hätte ihr befohlen, Peerson zu töten. |           |                      |                           |                      |                                       |                      |                                            |
| 77 | 11        | Verfolgungswahn      | Gone                      | 9. Jan. 2005         | 8. Mai 2006                           | Christopher Swartout | René Balcer & Stephanie Sengupta           |
| Team: Goren / Eames Die junge Allison wird mit einem Stein erschlagen. Die Spur führt zu dem Crupier und ehemaligen Zuhälter Sonny und seiner Freundin. |           |                      |                           |                      |                                       |                      |                                            |
| 78 | 12        | Club der Vampire     | Collective                | 30. Jan. 2005        | 15. Mai 2006                          | Frank Prinzi         | René Balcer & Gerry Conway                 |
| Team: Goren / Eames Die Prostituierte Jocelyn wird tot in einem Sarg gefunden. Die Spur führt zu einem gewissen Dorian, der in ebendiesem Sarg seine obskuren sexuellen Neigungen auslebt. |           |                      |                           |                      |                                       |                      |                                            |
| 79 | 13        | Hinter Gittern       | Stress Position           | 13. Feb. 2005        | 22. Mai 2006                          | Frank Prinzi         | René Balcer, Warren Leight & Charlie Rubin |
| Team: Goren / Eames / Logan Der Gefängniswärter aus dem Bundesgefängnis Brooklyn Tayler Kenna wird ermordet. Goren und Eames haben den Verdacht, dass es im Gefängnis nicht mit rechten Dingen zugeht und Kenna das öffentlich machen wollte. Der reaktivierte Det. Mike Logan schaltet sich in die Ermittlungen ein, um seiner Freundin Gina zu helfen, die im Gefängnis als Krankenschwester arbeitet und sich ebenfalls in Gefahr befindet. Gäste: Chris Noth |           |                      |                           |                      |                                       |                      |                                            |
| 80 | 14        | Der Playboy          | Sex Club                  | 20. Feb. 2005        | 29. Mai 2006                          | Alex Chapple         | René Balcer & Elizabeth Benjamin           |
| Team: Goren / Eames Lila Parsons ersteigert auf einer Auktion ein Notizbuch mit brisanten Namen und Telefonnummern. Am nächsten Tag wird sie ermordet aufgefunden und das Notizbuch ist verschwunden. Die Spur führt die Ermittler in einen Sexklub, in dem der ursprüngliche Besitzer des Notizbuches verkehrt hat. Gäste: Rosanna Arquette |           |                      |                           |                      |                                       |                      |                                            |
| 81 | 15        | Mord à la carte      | Death Roe                 | 13. März 2005        | 7. Aug. 2006                          | Rick Wallace         | René Balcer & Warren Leight                |
| Team: Goren / Eames Die stadtbekannte Gastronomiekritikerin Sally Moore wird ermordet, kurz bevor sie einen Artikel über ein neues Restaurant veröffentlichen wollte. Der Besitzer des Restaurants ist verschwunden und wird kurze Zeit später ebenfalls ermordet aufgefunden. Gäste: Monica Keena, Chris Penn |           |                      |                           |                      |                                       |                      |                                            |
| 82 | 16        | Auf Herz und Nieren  | Ex Stasis                 | 20. März 2005        | 14. Aug. 2006                         | Bill L. Norton       | René Balcer & Diana Son                    |
| Team: Goren / Eames Die junge Vanessa hat sich gerade einer Nierentransplantation unterzogen. Kurze Zeit später wird sie erschossen. Die Spur führt Goren und Eames zum wohltätigen Geschäftsmann Boyce Wainwright, der schon mehrere Organe gespendet hat. |           |                      |                           |                      |                                       |                      |                                            |
| 83 | 17        | Gefesselt            | Shibboleth                | 27. März 2005        | 21. Aug. 2006                         | Darnell Martin       | René Balcer & Stephanie Sengupta           |
| Team: Goren / Eames Die junge Phoebe wird stranguliert in ihrer Wohnung gefunden. Goren und Eames stoßen auf weitere Opfer, die auf die gleiche Weise ermordet wurden. Sie sind sich sicher, dass sie einem Serienmörder auf der Spur sind. |           |                      |                           |                      |                                       |                      |                                            |
| 84 | 18        | Blutsbande           | The Good Child            | 3. Apr. 2005         | 28. Aug. 2006                         | Jean de Segonzac     | René Balcer & Marlane Gomard Meyer         |
| Team: Goren / Eames Kurz bevor das vermögende Ehepaar Burnett als Zeugen gegen die Mafia aussagen sollen, werden sie ermordet. Goren und Eames gehen zunächst von einem Mafiamord aus. Doch dann finden sie heraus, dass der leibliche Vater der Adoptivtochter Rachel bankrott ist. Gäste: Gaby Hoffmann |           |                      |                           |                      |                                       |                      |                                            |
| 85 | 19        | Fluch der Schönheit  | Beast                     | 10. Apr. 2005        | 4. Sep. 2006                          | Frank Prinzi         | René Balcer & Gina Gionfriddo              |
| Team: Goren / Eames Lisa Ross stirbt an dioxinverseuchtem Heroin. Goren und Eames finden heraus, dass Lisas Freundin Colleen Lisas Mann, dem Zahnarzt Dr. Greg Ross, sehr zugetan ist. Dr. Ross war einst mit Colleens Schwester verlobt, die auf die gleiche Weise gestorben ist. |           |                      |                           |                      |                                       |                      |                                            |
| 86 | 20        | Letzter Ausweg       | No Exit                   | 1. Mai 2005          | 11. Sep. 2006                         | Jean de Segonzac     | René Balcer & Gerry Conway                 |
| Team: Goren / Eames Fünf Fremde, die sich übers Internet verabredet haben, sterben bei einem Autounfall, als ihr Wagen auf einem Bahnübergang anhält und von einem Zug erfasst wird. War es kollektiver Selbstmord? |           |                      |                           |                      |                                       |                      |                                            |
| 87 | 21        | Ein tödlicher Antrag | The Unblinking Eye        | 8. Mai 2005          | 18. Sep. 2006                         | Frank Prinzi         | René Balcer & Jim Sterling                 |
| Team: Goren / Eames Die Freundin von Mike, einem erfolglosen Schauspieler, wird erschossen, kurz bevor er ihr einen Heiratsantrag machen wollte. Die Ermittler kommen Mikes Ex-Freundin Kelly auf die Spur. Gäste: Kat Foster |           |                      |                           |                      |                                       |                      |                                            |
| 88 | 22        | Die Spur des Bären   | My Good Name              | 15. Mai 2005         | 25. Sep. 2006                         | Alex Zakrzewski      | René Balcer & Warren Leight                |
| Team: Goren / Eames Der Mann der Gewerkschaftsvertreterin Anya Czabo wird ermordet. Die Ermittler stellen fest, dass Anya vor Kurzem verprügelt worden ist und sie einen Liebhaber hat, ausgerechnet einen hohen Polizeibeamten. |           |                      |                           |                      |                                       |                      |                                            |
| 89 | 23        | Kurzer Prozess       | False-Hearted Judges      | 22. Mai 2005         | 2. Okt. 2006                          | Jean de Segonzac     | René Balcer & Diana Son                    |
| Team: Goren / Eames Die Richterin Gloria Barton wird ermordet. Goren und Eames stoßen auf eine rechtsradikale Vereinigung. Kurze Zeit später wird ein weiterer Richter erschossen. |           |                      |                           |                      |                                       |                      |                                            |

## Staffel 5
Die Erstausstrahlung der fünften Staffel war vom 25. September 2005 bis zum 14. Mai 2006 auf dem US-amerikanischen Sender NBC zu sehen. Die deutschsprachige Erstausstrahlung sendete der deutsche Free-TV-Sender VOX vom 15. November 2006 bis zum 4. April 2007.
| Nr. (ges.) | Nr. (St.) | Deutscher Titel                   | Originaltitel              | Erstausstrahlung USA | Deutschsprachige Erstausstrahlung (D) | Regie                | Drehbuch                                                                       |
| --- | --------- | --------------------------------- | -------------------------- | -------------------- | ------------------------------------- | -------------------- | ------------------------------------------------------------------------------ |
| 90 | 1         | Die Hormonfalle                   | Grow                       | 25. Sep. 2005        | 15. Nov. 2006                         | Frank Prinzi         | Handlung: Marlane Gomard Meyer & René Balcer Schauspiel: Marlane Gomard Meyer  |
| Team: Goren / Eames / Logan Det. Mike Logan, der Goren bereits in einem früheren Fall unterstützt hat, wird offiziell zum Major Case Squad versetzt. Ihm zur Seite wird Det. Carolyn Barek als Partnerin gestellt. Unterdessen wird der Lebensmittelkontrolleur Larry Chapel tot im Fahrstuhl eines heruntergekommenen Wohnblocks gefunden, vergiftet. Die Ermittler nehmen Larrys Bruder Ewan ins Visier, der als Gerichtsmediziner arbeitet. Dabei stoßen sie auf Gorens Erzfeindin, die Psychopathin Nicole Wallace, die bereits mit mehreren Morden durchgekommen und inzwischen mit Ewan verlobt ist. Gäste: Olivia d’Abo |           |                                   |                            |                      |                                       |                      |                                                                                |
| 91 | 2         | Die Rabenmutter                   | Diamond Dogs               | 2. Okt. 2005         | 22. Nov. 2006                         | Norberto Barba       | Handlung: Warren Leight, Charlie Rubin & René Balcer Schauspiel: Charlie Rubin |
| Team: Logan / Barek Eine Diebesbande überfällt Juwelierläden und ermordet ihre Besitzer. Schnell kommen Logan und Barek dem Junkie Jonny und seiner Freundin Mya auf die Spur. Während Mya festgenommen werden kann, mordet Jonny weiter. Bald taucht Myas vermeintliche Mutter Dede auf. |           |                                   |                            |                      |                                       |                      |                                                                                |
| 92 | 3         | Lebenszeichen                     | Prisoner                   | 9. Okt. 2005         | 29. Nov. 2006                         | Rick Wallace         | Handlung: Gina Gionfriddo & René Balcer Schauspiel: Gina Gionfriddo            |
| Team: Goren / Eames Die Frau des Gefängnisdirektors William Henry ist vor Jahren entführt worden. Plötzlich erhält er ein Lebzeichen von ihr. Kurze Zeit später wird Henry überfallen und mit Stacheldraht und Handschellen an einem Zaun aufgehängt. |           |                                   |                            |                      |                                       |                      |                                                                                |
| 93 | 4         | Verwechslungsopfer                | Unchained                  | 16. Okt. 2005        | 6. Dez. 2006                          | Alex Zakrzewski      | Handlung: Stephanie Sengupta & René Balcer Schauspiel: Stephanie Sengupta      |
| Team: Logan / Barek Joseph Long ist ermordet worden. Alles sieht nach einem Mafiamord aus. Doch Long war der Sohn eines Polizisten, mit absolut reiner Weste. Gäste: David Keith |           |                                   |                            |                      |                                       |                      |                                                                                |
| 94 | 5         | Die Büßerin                       | Acts of Contrition         | 23. Okt. 2005        | 13. Dez. 2006                         | Frank Prinzi         | Handlung: Warren Leight & René Balcer Schauspiel: Warren Leight                |
| Team: Goren / Eames Schwester Dorothy wird ermordet. Da sie Prostituierte von der Straße geholt hat, ermitteln Goren und Eames im Milieu. Gäste: Larry Gilliard Jr. |           |                                   |                            |                      |                                       |                      |                                                                                |
| 95 | 6         | Im Sumpf des Verbrechens – Teil 1 | In the Wee Small Hours (1) | 6. Nov. 2005         | 4. Apr. 2007                          | Jean de Segonzac     | Handlung: Stephanie Sengupta & René Balcer Schauspiel: Stephanie Sengupta      |
| Team: Goren / Eames / Logan / Barek Die lebenslustige Bethany ist bei einem Schulausflug nach New York spurlos verschwunden. Auf den Fall werden nicht nur Goren und Eames, sondern auch Logan und Barek angesetzt. In Verdacht gerät der Frauenheld Ethan. Ihm kann allerdings nichts nachgewiesen werden. Inzwischen ist ein weiteres Mädchen, die farbige Tiana verschwunden. Gäste: Colm Meaney, Matt O’Leary |           |                                   |                            |                      |                                       |                      |                                                                                |
| 96 | 7         | Im Sumpf des Verbrechens – Teil 2 | In the Wee Small Hours (2) | 6. Nov. 2005         | 4. Apr. 2007                          | Jean de Segonzac     | Handlung: Stephanie Sengupta & René Balcer Schauspiel: Stephanie Sengupta      |
| Team: Goren / Eames / Logan / Barek Logan gelingt es, Ethan so zu manipulieren, dass er ungewollt Hinweise auf den Verbleib der Leiche von Bethany gibt. Die Detectives finden die Leiche in einem Sumpf. Die Obduktion ergibt, dass Bethany vor ihrem Tod mit mindestens zwei Männern Geschlechtsverkehr hatte. Gäste: Colm Meaney, Matt O’Leary |           |                                   |                            |                      |                                       |                      |                                                                                |
| 97 | 8         | Kurzsichtig                       | Saving Face                | 27. Nov. 2005        | 20. Dez. 2006                         | Rick Wallace         | Handlung: Gerry Conway & René Balcer Schauspiel: Gerry Conway                  |
| Team: Logan / Barek Die Medizinstudentin Kerri Livanski, die gerade aus Guatemala zurückgekehrt ist, wird tot aufgefunden. Die Spur führt zur Schönheitschirurgin Christine Ansel, die Operationen für entstellte Notleidende in Mittelamerika durchführt. Schon bald finden die Ermittler heraus, dass Ansel wegen eines Augenleidens überhaupt nicht operieren kann. |           |                                   |                            |                      |                                       |                      |                                                                                |
| 98 | 9         | Verrückt vor Angst                | Scared Crazy               | 4. Dez. 2005         | 27. Dez. 2006                         | Marisol Torres       | Handlung: Diana Son & René Balcer Schauspiel: Diana Son                        |
| Team: Goren / Eames Der Computerfachmann Aidan wird ermordet. Goren und Eames werden auf eine Konkurrenzfirma von Aidan aufmerksam, die genau gegenüber von Aidans Arbeitsplatz ihre Büroräume hat. Gäste: DJ Qualls |           |                                   |                            |                      |                                       |                      |                                                                                |
| 99 | 10        | Das Kuckuckskind                  | Dollhouse                  | 8. Jan. 2006         | 3. Jan. 2007                          | Frank Prinzi         | Handlung: Gina Gionfriddo & René Balcer Schauspiel: Gina Gionfriddo            |
| Team: Logan / Barek Der Autohausbesitzer Joe Sabo wird erschossen. Logan und Barek stoßen auf die junge Mutter Danielle Quinn, die nicht nur eine hervorragende Schützin ist, sondern die auch von mehreren verheirateten Männern Alimente für ihren Sohn erpresst. Gäste: Christopher McDonald, Elizabeth Berkley |           |                                   |                            |                      |                                       |                      |                                                                                |
| 100 | 11        | Blondinen bevorzugt               | Slither                    | 15. Jan. 2006        | 10. Jan. 2007                         | Bill L. Norton       | Handlung: Marlane Gomard Meyer & René Balcer Schauspiel: Marlane Gomard Meyer  |
| Team: Goren / Eames Das Banker-Ehepaar Monica und Russ Corbett findet auf einer Party des wohlhabenden Bernhard Freemont einen abgetrennten Kopf im Kühlschrank. Wenige Tage später ist Russ tot, Monica hat die ihnen verabreichte Überdosis nur knapp überlebt. Ihre Villa ist geplündert worden. Goren und Eames finden heraus, dass es im Umfeld von Freemont bereits mehrere Einbrüche und Morde gegeben hat. Gäste: Michael York |           |                                   |                            |                      |                                       |                      |                                                                                |
| 101 | 12        | Freier Fall                       | Watch                      | 22. Jan. 2006        | 17. Jan. 2007                         | Alex Chapple         | Handlung: Charlie Rubin & René Balcer Schauspiel: Charlie Rubin                |
| Team: Logan / Barek Eine Frau fällt vom Himmel ins Meer. Sie ist offenbar aus einem Flugzeug gefallen. Allerdings wurde sie bereits vorher zu Tode geprügelt. Logan und Barek finden heraus, dass bereits mehrere Frauen, ausschließlich farbige Prostituierte, auf die gleiche Art „entsorgt“ worden sind. Gäste: Brad Renfro |           |                                   |                            |                      |                                       |                      |                                                                                |
| 102 | 13        | Familiengeheimnis                 | Proud Flesh                | 12. März 2006        | 24. Jan. 2007                         | Frank Prinzi         | Handlung: Warren Leight & René Balcer Schauspiel: Warren Leight                |
| Team: Goren / Eames Der Sohn des Medienmoguls Jonas Slaughter, Trip, wurde ermordet. In Verdacht gerät zunächst die zweite Ehefrau von Slaughter, die sich ein Teil vom Vermögen sichern will, da sie nicht im Testament von Slaughter berücksichtigt ist. Auch Slaughter selbst gerät ins Visier der Ermittler. Er hatte seinen Sohn für untragbar für Familie und Firma gehalten. Gäste: Malcolm McDowell, Cindy Cheung |           |                                   |                            |                      |                                       |                      |                                                                                |
| 103 | 14        | Schmutzige Geschäfte              | Wasichu                    | 19. März 2006        | 31. Jan. 2007                         | Christopher Swartout | Handlung: Diana Son & René Balcer Schauspiel: Diana Son                        |
| Team: Logan / Barek Die Secret Service Agentin Paula Kendall wird getötet, als sie einen Einbrecher in ihrem Haus überrascht. Logan glaubt nicht an Zufall. Während der Secret Service die Arbeit der Ermittler behindert, finden Logan und Barek heraus, dass Paulas Mann, der Lobbyist Jay, in mehrere Korruptionsfälle und andere schmutzige Geschäfte verwickelt ist. |           |                                   |                            |                      |                                       |                      |                                                                                |
| 104 | 15        | Lieblos                           | Wrongful Life              | 26. März 2006        | 7. Feb. 2007                          | Darnell Martin       | Handlung: Gerry Conway & René Balcer Schauspiel: Gerry Conway                  |
| Team: Goren / Eames Der Student Eric Newsome wird tot in einem Wasserspeicher gefunden, kurz, nachdem er in einem Krankenhaus eine Krankenakte gestohlen hatte. Die Spur führt zu einer gewissen Victoria, die ihren Frauenarzt Dr. McCenna auf 20 Millionen Dollar verklagen will, weil er wichtige Vorsorgeuntersuchungen unterlassen hatte, als sie schwanger war und dadurch ihre Tochter seit Geburt behindert ist. Gäste: Jonathan Tucker |           |                                   |                            |                      |                                       |                      |                                                                                |
| 105 | 16        | Schlussakkord                     | Dramma Giocoso             | 9. Apr. 2006         | 14. Feb. 2007                         | John David Coles     | Handlung: Stephanie Sengupta & René Balcer Schauspiel: Stephanie Sengupta      |
| Team: Logan / Barek Die Geigerin Laura Booth wird in der Pause einer Opernvorstellung ermordet. Da bei ihr Kokainrückstände gefunden werden, vermuten die Ermittler zunächst ein Drogendelikt. Aber dann finden sie heraus, dass sich Laura in der Pause mit dem cholerischen Dirigenten Philip Reinhardt zurückgezogen und es einen heftigen Streit gegeben hatte. Gäste: Marin Ireland, Julian Sands |           |                                   |                            |                      |                                       |                      |                                                                                |
| 106 | 17        | Der Brooklyn-Mord                 | Vacancy                    | 16. Apr. 2006        | 21. Feb. 2007                         | Jean de Segonzac     | Handlung: Gina Gionfriddo & René Balcer Schauspiel: Gina Gionfriddo            |
| Team: Goren / Eames Die beiden Frauen Megan und Alice müssen wegen eines Schneesturms in New York übernachten. Der Schauspieler und als Taxifahrer jobbende Tim Rainy fährt sie zu einem heruntergekommenen Hotel, wo Megan erschlagen wird. Alice gesteht den Mord, Goren und Eames legen den Fall zu den Akten, doch dann macht Goren eine überraschende Entdeckung. Gäste: Emily Bergl, Desmond Harrington |           |                                   |                            |                      |                                       |                      |                                                                                |
| 107 | 18        | Voodoo                            | The Healer                 | 23. Apr. 2006        | 28. Feb. 2007                         | Frank Prinzi         | Handlung: Marlane Gomard Meyer & René Balcer Schauspiel: Marlane Gomard Meyer  |
| Team: Logan / Barek Die Schwestern Sarah und Kirsty sterben einen schrecklichen Tod, indem sie, komplett in Zellophan eingewickelt, grausam ersticken. Der Verdacht fällt auf ihren Studienkollegen Jack Strong, doch auch er wird ermordet. Die Spur führt Logan und Barek zu der Voodooanhängerin und Wunderheilerin Lydia. |           |                                   |                            |                      |                                       |                      |                                                                                |
| 108 | 19        | Kreuzfahrt in den Tod             | Cruise to Nowhere          | 30. Apr. 2006        | 7. März 2007                          | Marisol Torres       | Handlung: Warren Leight & René Balcer Schauspiel: Warren Leight                |
| Team: Goren / Eames Der ehemalige Schulbehördenleiter Ben Williams wird tot im Hafenbecken gefunden, nachdem er auf einem Kreuzfahrtschiff beim Pokern viel Geld verloren hat. Zunächst gehen Goren und Eames von Selbstmord aus, doch dann stoßen sie auf den Schwager von Williams, der seine Schwester von ihrem spielsüchtigen Mann „befreien“ wollte. Gäste: Lou Taylor Pucci |           |                                   |                            |                      |                                       |                      |                                                                                |
| 109 | 20        | Blutsbrüder                       | To the Bone                | 7. Mai 2006          | 14. März 2007                         | Jean de Segonzac     | Handlung: Warren Leight, Charlie Rubin & René Balcer Schauspiel: Charlie Rubin |
| Team: Logan / Barek Eine Luxusvilla wird geplündert, nachdem die vierköpfige Familie brutal niedergemetzelt wurde. Kurze Zeit später passiert in einer anderen Villa das Gleiche. Logan und Barek kommen einer Bande Jugendlicher auf die Spur, wo offensichtlich ein Drahtzieher hinter den Überfällen steckt. Gäste: Whoopi Goldberg |           |                                   |                            |                      |                                       |                      |                                                                                |
| 110 | 21        | Im Kreuzfeuer                     | On Fire                    | 14. Mai 2006         | 21. März 2007                         | Frank Prinzi         | Handlung: Diana Son & René Balcer Schauspiel: Diana Son                        |
| Team: Goren / Eames Goren und Eames versuchen ihrem Vorgesetzten Cpt. Deakins zu helfen, gegen den dessen Vorgänger, den Deakins ins Gefängnis gebracht hatte, ein Komplott angezettelt hat. Unterdessen werden in Brooklyn an einem Abend fünf Kirchen in Brand gesetzt. Die Ermittler kommen den Halbbrüdern Glynn und Justin Reid auf die Spur und bringen Unglaubliches an den Tag. In der Zwischenzeit kann das Komplott von Deakins’ Vorgänger zwar aufgedeckt werden, aber um Schaden vom Major Case Squad abzuwenden, reicht Cpt. Deakins seinen Rücktritt ein.                                                        |           |                                   |                            |                      |                                       |                      |                                                                                |
| 111 | 22        | Blackout                          | The Good                   | 14. Mai 2006         | 28. März 2007                         | Christopher Swartout | Handlung: Gerry Conway & René Balcer Schauspiel: Gerry Conway                  |
| Team: Logan / Barek Auf Long Island wird das Ehepaar Colemar erschlagen. Der zuständige Det. Laird hält den Sohn der Colemars, Kevin für den Täter. Der stand zum Tatzeitpunkt aber unter Drogen und kann sich an nichts erinnern. Unter Druck von Det. Laird unterschreibt er ein Geständnis. Logan hält Kevin für unschuldig. Obwohl sie auf Long Island nicht zuständig sind und gegen anderslautende Anweisungen schalten sich Logan und Barek in die Ermittlungen ein. |           |                                   |                            |                      |                                       |                      |                                                                                |

## Staffel 6
Die Erstausstrahlung der sechsten Staffel war vom 19. September 2006 bis zum 21. Mai 2007 auf dem US-amerikanischen Sender NBC zu sehen. Die deutschsprachige Erstausstrahlung sendete der deutsche Free-TV-Sender VOX vom 29. August 2007 bis zum 6. Februar 2008.
| Nr. (ges.) | Nr. (St.) | Deutscher Titel              | Originaltitel     | Erstausstrahlung USA | Deutschsprachige Erstausstrahlung (D) | Regie                               | Drehbuch                                                                                          |
| --- | --------- | ---------------------------- | ----------------- | -------------------- | ------------------------------------- | ----------------------------------- | ------------------------------------------------------------------------------------------------- |
| 112 | 1         | Entführt                     | Blind Spot        | 19. Sep. 2006        | 29. Aug. 2007                         | Norberto Barba                      | Handlung: Charlie Rubin & Warren Leight Schauspiel: Charlie Rubin                                 |
| Team: Goren / Eames Nachdem Cpt. Deakins pensioniert worden ist, übernimmt Cpt. Ross die Einheit. Auch Det. Barek und Staatsanwalt Carver sind versetzt worden. Indes bekommen Goren und Eames es mit einem Mord zu tun, der die Handschrift des Serienmörders Sebastian trägt, der nie gefasst werden konnte, was auch den Ruf von Gorens Mentor, dem Profiler Dr. Declan Gage, zerstört hat. Als dann auch noch Det. Eames entführt wird, wird es brenzlig. Gäste: John Glover. Martha Plimpton außerdem Carlos Leon (Ex-Mann von Madonna) |           |                              |                   |                      |                                       |                                     |                                                                                                   |
| 113 | 2         | Tod auf dem Asphalt          | Tru Love          | 26. Sep. 2006        | 5. Sep. 2007                          | Norberto Barba                      | Handlung: Diana Son & Warren Leight Schauspiel: Diana Son                                         |
| Team: Logan / Wheeler Nach einem erfolgreichen Undercovereinsatz wird Det. Wheeler zum Major Case Squad versetzt und Det. Logan als neue Partnerin zugeteilt. Sie bekommen es auch gleich mit einem tödlich verunglückten Motorradfahrer zu tun, bei dem das Motorrad manipuliert wurde. |           |                              |                   |                      |                                       |                                     |                                                                                                   |
| 114 | 3         | Sorgenkind                   | Siren Call        | 3. Okt. 2006         | 12. Sep. 2007                         | Frank Prinzi                        | Handlung: Julie Martin & Warren Leight Schauspiel: Julie Martin                                   |
| Team: Goren / Eames Die 18-Jährige Ashley Gardella ist mit ihrer Stiefschwester zu einer Party nach New York gefahren. Am Morgen danach ist sie tot. Neben anderen Verdächtigen gerät auch der Police-Officer Ray Wiznesky aus Ashleys Heimatstadt Water Haven ins Visier der Ermittler. Offenbar steht die gesamte Polizei von Water Haven hinter ihrem Kollegen. Goren und Eames geraten in Lebensgefahr. |           |                              |                   |                      |                                       |                                     |                                                                                                   |
| 115 | 4         | 22 Stiche                    | Maltese Cross     | 10. Okt. 2006        | 19. Sep. 2007                         | Jim McKay                           | Jacquelyn Reingold                                                                                |
| Team: Logan / Wheeler Der Feuerwehrmann und Held des 11. September Ian Duffy wird mit 22 Messerstichen ermordet. Logan und Wheeler vermuten ein Doppelleben als Homosexueller, was für Feuerwehrmänner ein Tabu ist. Sie können durch Zufall eine Verbindung zu einem 12 Jahre zurückliegenden Fall herstellen, wo ein homosexuell veranlagter Mann auf die gleiche Weise ermordet worden war. |           |                              |                   |                      |                                       |                                     |                                                                                                   |
| 116 | 5         | Blutiger Freundschaftsdienst | Bedfellows        | 17. Okt. 2006        | 26. Sep. 2007                         | Frank Prinzi                        | Handlung: Julie Martin, Stephanie Sengupta & Warren Leight Schauspiel: Stephanie Sengupta         |
| Team: Goren / Eames Der Historiker und Autor Adlai Copeland wird vergiftet in seinem Bett aufgefunden. Seine Frau liegt mit einem Borderlinesyndrom neben ihm. Gäste: Rip Torn |           |                              |                   |                      |                                       |                                     |                                                                                                   |
| 117 | 6         | Maskerade                    | Masquerade        | 31. Okt. 2006        | 10. Okt. 2007                         | Christine Moore                     | Handlung: Gina Gionfriddo & Warren Leight Schauspiel: Gina Gionfriddo                             |
| Team: Goren / Eames In der Halloween-Nacht im Jahr 1992 wird die Tochter einer Schönheitskönigin ermordet. Dieser nicht aufgeklärte Mord weckt erneut das Interesse der Ermittler, als ein Pädophiler im Exil zugibt, sie umgebracht zu haben. Goren und Eames reisen nach Vietnam, um den Mann aufzugreifen. Gäste: Liza Minnelli |           |                              |                   |                      |                                       |                                     |                                                                                                   |
| 118 | 7         | Denkzettel                   | Country Crossover | 7. Nov. 2006         | 17. Okt. 2007                         | Bill L. Norton                      | Handlung: Gina Gionfriddo & Warren Leight Schauspiel: Gina Gionfriddo                             |
| Team: Logan / Wheeler Die Ermittler erhalten einen Anruf von einem betrunkenen Mann, der Fahrerflucht begangen hat. Als Logan und Wheeler vor Ort eintreffen, finden sie lediglich einen Toten. Gäste: Theresa Randle, Griffin Dunne |           |                              |                   |                      |                                       |                                     |                                                                                                   |
| 119 | 8         | Kriegsverbrechen             | The War at Home   | 14. Nov. 2006        | 24. Okt. 2007                         | Darnell Martin                      | Handlung: Julie Martin, Diana Son & Warren Leight Schauspiel: Diana Son                           |
| Team: Goren / Eames Die Tochter des stellvertretenden Polizeichefs, eine Army-Angehörige, die gerade aus dem Irak zurückgekehrt ist, wird vermisst. Wenig später werden ihre Kleider verstreut in einem Waldstück gefunden. Gäste: Fran Drescher, Michael Biehn |           |                              |                   |                      |                                       |                                     |                                                                                                   |
| 120 | 9         | Blutrache                    | Blasters          | 21. Nov. 2006        | 31. Okt. 2007                         | Constantine Makris                  | Handlung: Charlie Rubin & Warren Leight Schauspiel: Charlie Rubin                                 |
| Team: Logan / Wheeler Der ehemalige Kinderstar Skater wird tot aufgefunden. Logan und Weehler können seine Beerdigung in einem Anonymen-Massengrab in letzter Minute verhindern, da die Leiche inzwischen identifiziert werden konnte. Schon bald tauchen seine Mutter und die albanische Mafia auf. |           |                              |                   |                      |                                       |                                     |                                                                                                   |
| 121 | 10        | Im Netz der Kidnapper        | Weeping Willow    | 28. Nov. 2006        | 7. Nov. 2007                          | Tom DiCillo                         | Handlung: Stephanie Sengupta & Warren Leight Schauspiel: Stephanie Sengupta                       |
| Team: Logan / Wheeler Die Jungschauspielerin Tyler will unbedingt berühmt werden. Daher veröffentlicht sie tägliche Video-Blogs im Internet. Eines Tages werden sie und ihr Freund vor laufender Kamera entführt. Gäste: Michelle Trachtenberg, Larry King, Wallace Shawn |           |                              |                   |                      |                                       |                                     |                                                                                                   |
| 122 | 11        | Ehrensache                   | World’s Fair      | 2. Jan. 2007         | 14. Nov. 2007                         | Steve Shill                         | Handlung: Julie Martin, Jacquelyn Rheingold & Warren Leight Schauspiel: Jacquelyn Rheingold       |
| Team: Logan / Wheeler Die pakistanische Studentin Meena filmt zufällig einen Überfall jüdischer Jugendlicher auf eine Gruppe junger Mexikaner. Am nächsten Tag ist sie tot. Die Ermittler gehen zunächst von ethnischen Machtkämpfen aus, stellen aber schnell fest, dass Meena von Rudy Ventano schwanger war, obwohl von ihrer Familie eine Ehe mit einem Pakistani arrangiert worden war. Gäste: Tony Lo Bianco, Erick Avari |           |                              |                   |                      |                                       |                                     |                                                                                                   |
| 123 | 12        | Adel vernichtet              | Privilege         | 9. Jan. 2007         | 21. Nov. 2007                         | Jean de Segonzac                    | Warren Leight, Julie Martin & Siobhan Byrne O’Connor                                              |
| Team: Goren / Eames Die Journalistin Isabel Harrington, Mitglied einer reichen Familie, und ihr Yogalehrer werden ermordet. Da der Yogalehrer offenbar nur zur falschen Zeit am falschen Ort war, ermitteln Goren und Eames in Harringtons Familienumfeld. Dabei finden sie heraus, dass Harrington über den mysteriösen Mord an ihrer Mutter vor 18 Jahren recherchiert hat. Gäste: Richard Kind, D. W. Moffett, Doris Roberts |           |                              |                   |                      |                                       |                                     |                                                                                                   |
| 124 | 13        | Der Richter und sein Henker  | Albatross         | 6. Feb. 2007         | 28. Nov. 2007                         | Frank Prinzi                        | Handlung: Marsha Norman & Warren Leight Schauspiel: Marsha Norman                                 |
| Team: Goren / Eames Der Richter Layton wird beim Nachstellen eines historischen Duells wirklich erschossen. Allerdings nicht von seinem Duellpartner, sondern aus großer Entfernung mit einem Präzisionsgewehr. Als Goren und Eames dem Profischützen auf die Spur kommen und ihn ausfindig machen, ist auch er ermordet worden. Gäste: Xander Berkeley |           |                              |                   |                      |                                       |                                     |                                                                                                   |
| 125 | 14        | Ausgesungen                  | Flipped           | 13. Feb. 2007        | 5. Dez. 2007                          | Jim McKay                           | Handlung: Charles Kipps & Warren Leight Schauspiel: Charles Kipps                                 |
| Team: Logan / Wheeler Der Rapper Fulla T. wird tot aufgefunden, nachdem er im Radio verkündet hat, eine andere Musikrichtung einzuschlagen und er seine Frau gebeten hat, mit der Polizei zusammenzuarbeiten, um Verbrechen schneller aufzuklären. Nachdem Logan und Wheeler einen potenziellen Zeugen aufgesucht haben, wird auch er ermordet. Da taucht der Polizist Harry Williams auf, der undercover in der Hip-Hop-Szene ermittelt. Schnell wird klar, dass Williams undurchsichtig agiert und den Ermittlern Informationen vorenthält. Gäste: Sticky Fingaz |           |                              |                   |                      |                                       |                                     |                                                                                                   |
| 126 | 15        | Gottlos                      | Brother’s Keeper  | 20. Feb. 2007        | 12. Dez. 2007                         | Ken Girotti                         | Handlung: Marsha Norman & Warren Leight Schauspiel: Marsha Norman                                 |
| Team: Goren / Eames Der erzkonservative Pastor Calvin Riggins und der Atheist und Kirchenkritiker Dr. Corliss liefern sich vor Publikum heftige Diskussionen über die Existenz Gottes. Eines Tages wird die Frau des Pastors tot aufgefunden. Zusätzlich hat Goren mit seiner krebskranken Mutter zu tun. Er trifft seinen Bruder Frank, gibt ihm Geld und seinen Mantel. Am nächsten Tag findet man eine Leiche, die Gorens Mantel trägt. Gäste: Tom Arnold, Michael Nouri, Tony Goldwyn |           |                              |                   |                      |                                       |                                     |                                                                                                   |
| 127 | 16        | Vergiftet                    | 30                | 27. Feb. 2007        | 19. Dez. 2007                         | Andrei Belgrader & Jean de Segonzac | Handlung: Charlie Rubin & Warren Leight Schauspiel: Charlie Rubin                                 |
| Team: Logan / Wheeler Der Journalist Lemle wurde mit radioaktivem Polonium vergiftet. Er wendet sich an seinen alten Freund Logan und meldet den Mord, der an ihm selber begangen wurde. Es bleibt ihm nur wenig Zeit. |           |                              |                   |                      |                                       |                                     |                                                                                                   |
| 128 | 17        | Feine Freunde                | Players           | 27. März 2007        | 2. Jan. 2008                          | Tom DiCillo                         | Handlung: Peter Blauner & Warren Leight Schauspiel: Peter Blauner                                 |
| Team: Logan / Wheeler Der Sohn eines Richters, Jacob, wird erschossen vor dem Gerichtsgebäude aufgefunden. Zunächst wird ein Racheakt vermutet, aber schon bald kommen Logan und Wheeler „Freunden“ von Jacob auf die Spur. Gäste: Griffin Dunne |           |                              |                   |                      |                                       |                                     |                                                                                                   |
| 129 | 18        | Todesstille                  | Silencer          | 3. Apr. 2007         | 9. Jan. 2008                          | Dean White                          | Handlung: Marygrace O’Shea & Warren Leight Schauspiel: Marygrace O’Shea                           |
| Team: Goren / Eames Der Chirurg Dr. Mallory, der auf Gehörlosenimplatate spezialisiert ist, wird erschossen. Zunächst fällt der Verdacht auf Dr. Strauss, der in einem Prozess gegen Mallory ausgesagt hat. Goren und Eames können aber auch eine Verbindung zu einer radikalen Gehörlosenvereinigung herstellen. |           |                              |                   |                      |                                       |                                     |                                                                                                   |
| 130 | 19        | Die Astronautin              | Rocket Man        | 1. Mai 2007          | 16. Jan. 2008                         | Michael Smith                       | Handlung: Julie Martin, Siobhan Bryne O’Connor & Warren Leight Schauspiel: Siobhan Byrne O’Connor |
| Team: Goren / Eames Die Astronautin Jessica Hart wird ermordet. Ins Visier der Ermittler gerät ihr Kollege Craig Hurley, dessen Platz beim nächsten Flug ins Weltall Jessica einnehmen sollte. Gäste: Amy Ryan |           |                              |                   |                      |                                       |                                     |                                                                                                   |
| 131 | 20        | Die Stripperin               | Bombshell         | 8. Mai 2007          | 23. Jan. 2008                         | Darnell Martin                      | Handlung: Julie Martin & Warren Leight Schauspiel: Brant Englestein                               |
| Team: Logan / Wheeler Der drogensüchtige Justin Holland bricht tot zusammen. Die Ermittler stoßen auf seine Mutter, die ehemalige Stripperin, Witwe eines Milliardärs und ebenfalls drogensüchtige, aber mittlerweile cleane Lorelai Mailer. Kurze Zeit später ist auch sie tot. Diese Folge ist an den Fall der 2007 verstorbenen Anna Nicole Smith angelehnt. Gäste: Kristy Swanson, David Cross, Peter Bogdanovich |           |                              |                   |                      |                                       |                                     |                                                                                                   |
| 132 | 21        | Das Todesalbum               | Endgame           | 14. Mai 2007         | 30. Jan. 2008                         | Jean de Segonzac                    | Handlung: Kate Rorick & Warren Leight Schauspiel: Kate Rorick, Julie Martin & Warren Leight       |
| Team: Goren / Eames Der zum Tod verurteilte Serienmörder Mark Brady lässt kurz vor seiner Hinrichtung Goren Informationen über ein Fotoalbum zukommen, in dem zahlreiche Fotos seiner Opfer zu finden sind. Ein Teil der Frauen lebt aber noch. Indes liegt Gorens Mutter im Sterben. Sie versucht noch, Goren und seinen Bruder Frank einander wieder näherzubringen. In einem weiteren Fotoalbum entdeckt Goren ein Foto seiner Mutter, zusammen mit Mark Brady. Gäste: Tony Goldwyn, Rita Moreno |           |                              |                   |                      |                                       |                                     |                                                                                                   |
| 133 | 22        | Auf der Flucht               | Renewal           | 21. Mai 2007         | 6. Feb. 2008                          | Norberto Barba                      | Handlung: Jacquelyn Reingold & Warren Leight Schauspiel: Jacquelyn Reingold                       |
| Team: Logan / Wheeler / Eames Der Polizeischüler Kenny Li wird zufällig Zeuge eines Überfalls auf einen kleinen Laden und kann diesen vereiteln. Noch bevor er vom Bürgermeister eine Auszeichnung für seinen Mut erhalten kann, wird er ermordet. Ins Visier gerät Lis Freundin, Belle, die vor 5 Jahren einen Obdachlosen ermordet hat und seitdem untergetaucht ist. Zusätzlich bekommt es Logan mit einem Fall in seinem privaten Umfeld zu tun. Nachdem seine Freundin und Nachbarin Holly Lauren zu einer Verabredung nicht erscheint, wird sie tot vor ihrem Wohnhaus gefunden. Indes setzen bei Det. Wheeler die Wehen ein. Det. Eames nimmt sich ihrer an und bringt sie ins Krankenhaus. Gäste: Kelli Williams |           |                              |                   |                      |                                       |                                     |                                                                                                   |

## Staffel 7
Die Erstausstrahlung der siebten Staffel war vom 4. Oktober 2007 bis zum 24. August 2008 auf dem US-amerikanischen Kabelsender USA Network zu sehen. Die deutschsprachige Erstausstrahlung sendete der deutsche Free-TV-Sender VOX vom 1. Oktober 2008 bis zum 1. April 2009.
| Nr. (ges.) | Nr. (St.) | Deutscher Titel       | Originaltitel                                                                         | Erstausstrahlung USA | Deutschsprachige Erstausstrahlung (D) | Regie              | Drehbuch                                                                                           |
| --- | --------- | --------------------- | ------------------------------------------------------------------------------------- | -------------------- | ------------------------------------- | ------------------ | -------------------------------------------------------------------------------------------------- |
| 134 | 1         | Schuld und Sühne      | Amends                                                                                | 4. Okt. 2007         | 1. Okt. 2008                          | Jesús S. Treviño   | Handlung: Warren Leight & Siobhan Byrne O’Connor Schauspiel: Siobhan Byrne O’Connor                |
| Team: Goren / Eames Goren und Eames müssen in ihren eigenen Reihen ermitteln. Besonders für Eames wird der Fall sehr emotional, da das Opfer, Det. Quinn, der Partner ihres vor neun Jahren im Undercovereinsatz getöteten Ehemannes Det. Joe Dutton war. Quinns Partner Det. Patrick Copa führt Goren und Eames auf die Spur des Drogenbosses Jonny Kang. Bald erweist sich die Spur aber als falsch. |           |                       |                                                                                       |                      |                                       |                    | |
| 135 | 2         | Der Samenspender      | Seeds                                                                                 | 11. Okt. 2007        | 8. Okt. 2008                          | Jean de Segonzac   | Handlung: Warren Leight & Peter Blauner Schauspiel: Peter Blauner                                  |
| Team: Logan / Falacci Det. Logan lernt seine neue Partnerin Det. Falacci kennen, die Det. Wheeler während deren Mutterurlaubs vertritt. Sie bekommen es mit dem Mord am Gynäkologen Dr. Zach Rush zu tun. Ins Visier der Ermittler gerät sein Bruder Eli, mit dem Zach zusammen eine gynäkologische Praxis geführt hat. |           |                       |                                                                                       |                      |                                       |                    | |
| 136 | 3         | Zahn um Zahn          | Smile                                                                                 | 18. Okt. 2007        | 15. Okt. 2008                         | Michael Smith      | Handlung: Warren Leight & Charlie Rubin Schauspiel: Charlie Rubin                                  |
| Team: Goren / Eames Der Zahnarzt Dr. Goldman wird in seiner Praxis ermordet. Goren und Eames stoßen auf Jaqueline Borden, die meint, dass Dr. Goldman ihren Sohn auf dem Gewissen hat, indem er ihm eine tödlich wirkende Flüssigkeit verabreicht hat. Die Ermittler kommen einem Fall von Arzneimittelpanscherei auf die Spur, wobei Dr. Goldman gepanschtes Mundwasser verwendet hat, dessen Einnahme tödlich sein kann. |           |                       |                                                                                       |                      |                                       |                    | |
| 137 | 4         | Böses Erwachen        | Lonelyville                                                                           | 25. Okt. 2007        | 22. Okt. 2008                         | Constantine Makris | Handlung: Warren Leight, Julie Martin & Jacquelyn Reingold Schauspiel: Jacquelyn Reingold          |
| Team: Logan / Falacci Die Prostituierte Anya Pugach wird in einem Hotel ermordet. Sie wird zuvor kunstvoll auf japanische Art gefesselt. Anhand der Überwachungsbänder des Hotels kann der Schriftsteller Noah Brezner identifiziert werden. Dieser behauptet aber, er habe in der Hotelbar 2 Frauen kennengelernt und kann sich nur daran erinnern, dass er am Morgen danach neben der toten Anya aufgewacht sei und fluchtartig das Zimmer verlassen habe. |           |                       |                                                                                       |                      |                                       |                    | |
| 138 | 5         | Der Schatzsucher      | Depths                                                                                | 1. Nov. 2007         | 29. Okt. 2008                         | Norberto Barba     | Handlung: Warren Leight, Julie Martin & Diana Son Schauspiel: Diana Son                            |
| Team: Goren / Eames Am Strand von Coney Island wird die Leiche des Tauchers Tarek Agiza angeschwemmt, dessen Luftschlauch durchgeschnitten wurde. Goren und Eames treffen auf Ermittler des FBI, die glauben, dass es sich um ein Terroristen handelt, da er Fotos von potenziellen Zielen für terroristische Anschläge bei sich hatte. Goren und Eames finden hingegen heraus, dass Tarek offenbar wertvolle Münzen aus dem 19. Jahrhundert in einem versunkenen Schiff gefunden hat. |           |                       |                                                                                       |                      |                                       |                    | |
| 139 | 6         | Mörderische Intrige   | Courtship                                                                             | 8. Nov. 2007         | 5. Nov. 2008                          | Jean de Segonzac   | Warren Leight & Julie Martin                                                                       |
| Team: Logan / Falacci Die Frau des Richters Harvey Frye, Dr. Monica Frye, wird in ihrer heimischen Küche von einem Profi erschossen. Da der Richter selbst sich sonst um diese Uhrzeit in der Küche aufhielt, um für seine Frau zu kochen, vermuten Logan und Falacci, dass der Anschlag dem Richter galt. Sie untersuchen seine aktuellen Fälle und kommen einer perfiden Intrige auf die Spur. Gäste: René Auberjonois, Steve Guttenberg |           |                       |                                                                                       |                      |                                       |                    | |
| 140 | 7         | Heißer Stoff          | Self-Made                                                                             | 15. Nov. 2007        | 12. Nov. 2008                         | Ken Girotti        | Handlung: Warren Leight & Jerome Hairston Schauspiel: Jerome Hairston                              |
| Team: Goren / Eames Die Nachwuchsautorin Kira Danforth ist ermordet worden. Da bei ihr Drogen gefunden werden, ermitteln Goren und Eames zunächst in diese Richtung. Doch dann findet Goren ein unveröffentlichtes Buch von Kira, was Hinweise auf den tatsächlichen Mörder enthält. Gäste: Peter Coyote |           |                       |                                                                                       |                      |                                       |                    | |
| 141 | 8         | Teamgeist             | Offense                                                                               | 29. Nov. 2007        | 19. Nov. 2008                         | Tom DiCillo        | Handlung: Julie Martin & Kate Rorick Schauspiel: Kate Rorick                                       |
| Team: Logan / Falacci Eine ganze Footballmannschaft ist der Vergewaltigung an Carla Sanchez angeklagt. Die Freundin von Carla Traci, die als Zeugin vor Gericht aussagen soll, wird am Tag der Verhandlung tot aufgefunden, offenbar ermordet. Logen und Falacci können das allerdings schwer beweisen, da der leitende Staatsanwalt Gene Hoyle die Ermittlungen behindert. Er will an den Footballspielern ein Exempel statuieren, um seine Karriere voranzutreiben. Gäste: Andrew McCarthy |           |                       |                                                                                       |                      |                                       |                    | |
| 142 | 9         | Inkognito             | Untethered                                                                            | 6. Dez. 2007         | 26. Nov. 2008                         | Ken Girotti        | Warren Leight, Charlie Rubin & Diana Son                                                           |
| Team: Goren / Eames Gorens Bruder Frank bittet ihn, seinem Sohn Donny zu helfen, der zu Unrecht wegen Drogenbesitz in Haft ist. Goren erfährt von Donny Unglaubliches, nicht nur über den Fall selbst, sondern auch über die Zustände im Tate-Gefängnis. Da sich das Gefängnis nicht im Zuständigkeitsbereich der Major Case Squad befindet, muss sich Goren mit Hilfe von Kollegen, aber hinter dem Rücken seiner Vorgesetzten, inkognito einschleusen lassen. Gäste: Tony Goldwyn, Trevor Morgan |           |                       |                                                                                       |                      |                                       |                    | |
| 143 | 10        | Kaltblütig            | Senseless                                                                             | 13. Dez. 2007        | 3. Dez. 2008                          | Jean de Segonzac   | Handlung: Warren Leight & Siobhan Byrne O’Connor Schauspiel: Julie Martin & Siobhan Byrne O’Connor |
| Team: Logan / Falacci Die drei Farbigen Naomi, Isaiah und Ty haben es geschafft, ihrem sozial schwachen Umfeld zu entkommen. Als sie in ihr altes Viertel zurückkehren, um ihre Familien zu besuchen, werden sie von ebenfalls farbigen Jugendlichen angepöbelt und aus heiterem Himmel niedergeschossen. Nur Naomi überlebt schwer verletzt und kann Hinweise auf die Täter geben. Als Logan und Falacci den Anführer der Bande verhaften wollen, wird Falacci als Geisel genommen. |           |                       |                                                                                       |                      |                                       |                    | |
| 144 | 11        | Im Fegefeuer          | Purgatory                                                                             | 8. Juni 2008         | 10. Dez. 2008                         | Jesús S. Treviño   | Handlung: Warren Leight & Siobhan Byrne O’Connor Schauspiel: Siobhan Byrne O’Connor                |
| Team: Goren / Eames Nach seinen unerlaubten Ermittlungen im Tate-Gefängnis ist Goren suspendiert worden. Er lernt den ebenfalls suspendierten Polizisten Mike Stoat kennen. Beide arbeiten als Sicherheitsleute für den in der New Yorker Unterwelt bekannten Nachtklubbesitzer John Testarossa. Kurze Zeit später werden ein Dealer und zwei Touristen ermordet, was mit Testarossa in Verbindung gebracht wird. Gäste: Dean Winters |           |                       |                                                                                       |                      |                                       |                    | |
| 145 | 12        | Bombenstory           | Contract                                                                              | 15. Juni 2008        | 17. Dez. 2008                         | Jonathan Herron    | Handlung: Warren Leight & Peter Blauner Schauspiel: Peter Blauner                                  |
| Team: Logan / Wheeler Nachdem Det. Wheeler aus ihrer Babypause zurückgekehrt ist, verlässt Det. Falacci Major Case Squad und geht zum FBI. Indes wird der Klatschreporter Richmond, einer der übelsten Vertreter seiner Zunft, durch eine Autobombe getötet. Die Ermittler stoßen auf den Schauspieler Spencer London, über den Richmond brisante Informationen besaß, die er aber nicht veröffentlicht hatte. Kurze Zeit später wird London tot aufgefunden. Gäste: Illeana Douglas, Mary McCormack |           |                       |                                                                                       |                      |                                       |                    | |
| 146 | 13        | Vermisst              | Betrayed                                                                              | 22. Juni 2008        | 7. Jan. 2009                          | Michael Smith      | Handlung: Warren Leight & Charlie Rubin Schauspiel: Diana Son & Marygrace O’Shea                   |
| Team: Goren / Eames Woody, der wesentlich jüngere Ehemann von Kathy Jarrow, einer ehemaligen Polizistin und Freundin von Cpt. Ross, ist verschwunden. Zunächst glauben die Ermittler, dass Woody mit seiner Kollegin Avery durchgebrannt ist, doch dann wird der verlassene Wagen in der Bronx gefunden und Goren findet heraus, dass Kathy schon einmal verheiratet war. Gäste: Brenda Strong, Eric Roberts, Scott Evans |           |                       |                                                                                       |                      |                                       |                    | |
| 147 | 14        | Freiheitskampf        | Assassin                                                                              | 29. Juni 2008        | 14. Jan. 2009                         | Norberto Barba     | Handlung: Warren Leight & Julie Martin Schauspiel: Julie Martin & Eric Overmyer                    |
| Team: Logan / Wheeler Die langjährige Assistentin der Politaktivistin Bela Khan wird nach einer Rede vor Anhängern erschossen. Logan und Wheeler glauben, dass der Anschlag Khan selber galt. Aber als bei einer weiteren Rede in ihrer alten Universität, trotz erhöhter Sicherheit, Khans Bruder erschossen wird, kommen bei Logan Zweifel auf. Gäste: Indira Varma |           |                       |                                                                                       |                      |                                       |                    | |
| 148 | 15        | Auf der Abschussliste | Please Note We Are No Longer Accepting Letters of Recommendation from Henry Kissinger | 6. Juli 2008         | 21. Jan. 2009                         | Kevin Bray         | Handlung: Warren Leight & Marygrace O’Shea Schauspiel: Marygrace O’Shea                            |
| Team: Goren / Eames Es geschehen drei Morde, die zunächst keinen Zusammenhang erkennen lassen. Goren und Eames finden als einzige Gemeinsamkeit heraus, dass alle Opfer kleine Kinder haben, die einen Platz in der begehrten Carnegie-Hill-Vorschule ergattert haben. Sie stoßen auf die wohlhabende Eleanor Reynholds, deren Enkel Henry dagegen nur auf der Warteliste der Carnegie Hill gelandet ist. Gäste: Jessica Walter, Sarah Jane Morris |           |                       |                                                                                       |                      |                                       |                    | |
| 149 | 16        | Die letzte Show       | Reunion                                                                               | 13. Juli 2008        | 28. Jan. 2009                         | Jean de Segonzac   | Handlung: Warren Leight & Jacquelyn Reingold Schauspiel: Jacquelyn Reingold                        |
| Team: Logan / Wheeler Die Talkshowmoderatorin Sylvia Rhodes wird erschlagen. Die zunächst selbst unter Verdacht stehende Assistentin Ava Reese lenkt Logans und Wheelers Aufmerksamkeit auf den Sohn von Rhodes, der zu seiner Mutter kein gutes Verhältnis hatte und auch aus dem Testament gestrichen wurde. Dabei stoßen die Ermittler auf den Rockstar Jordie Black und seine Ehefrau Tara, die ein dunkles Geheimnis in ihrer Vergangenheit haben. Gäste: Joan Jett |           |                       |                                                                                       |                      |                                       |                    | |
| 150 | 17        | Tödliche Täuschung    | Vanishing Act                                                                         | 20. Juli 2008        | 4. Feb. 2009                          | Peter Werner       | Handlung: Warren Leight & Jerome Hairston Schauspiel: Jerome Hairston                              |
| Team: Goren / Eames Vor aller Öffentlichkeit führt der Magier Miles Stone ein Zauberevent durch, bei dem er spurlos verschwindet. Zur gleichen Zeit gibt der alte Lehrer und Mentor von Stone, Carmine, eine Zaubervorstellung, bei der seine Assistentin Miranda in einem Sarkophag von Schwertern durchbohrt werden soll. Als Carmine den Sarkophag öffnet, findet er Stone mit den Schwertern durchbohrt und Miranda ist spurlos verschwunden. Gäste: Christopher Lloyd |           |                       |                                                                                       |                      |                                       |                    | |
| 151 | 18        | Ausgezählt            | Ten Count                                                                             | 27. Juli 2008        | 11. Feb. 2009                         | Alex Chapple       | Handlung: Warren Leight & Julie Martin Schauspiel: Julie Martin                                    |
| Team: Logan / Wheeler Der Nachwuchsboxer Gabriel Gardela gewinnt überraschend einen Kampf gegen einen stärkeren Gegner. Nach der Siegesfeier mit seinem Trainer Gus Kovak wird Gabriel in eine Falle gelockt und erschossen. Logan und Wheeler finden nicht nur heraus, dass der Kampf manipuliert war, sie stoßen auch auf Gabriels Bruder Peter, den Logan vor geraumer Zeit vor einer kriminellen Karriere bewahrt hat. Gäste: Miguel Ferrer, Tony Roberts |           |                       |                                                                                       |                      |                                       |                    | |
| 152 | 19        | Ohne Gewissen         | Legacy                                                                                | 3. Aug. 2008         | 11. März 2009                         | Betty Kaplan       | Handlung: Warren Leight & Alan Kingsberg Schauspiel: Alan Kingsberg & Kate Rorick                  |
| Team: Goren / Eames Der Schüler einer Privatschule, Paul Phillips, wird von seiner Lehrerin Anna Nobile erhängt aufgefunden. Zunächst sieht alles nach Selbstmord aus. Nach der Untersuchung durch Dr. Rodgers ist allerdings klar, dass Paul sich nicht selbst erhängt haben kann und dass er Tage vor seinem Tod schwer misshandelt wurde. Goren und Eames ermitteln in einem scheinbar undurchdringlichen Geflecht von Beziehungen und Intrigen an der Manor Hill. Gäste: John Shea |           |                       |                                                                                       |                      |                                       |                    | |
| 153 | 20        | Saubermänner          | Neighborhood Watch                                                                    | 10. Aug. 2008        | 18. März 2009                         | Kevin Bray         | Handlung: Warren Leight & Eric Overmyer Schauspiel: Eric Overmyer                                  |
| Team: Logan / Wheeler Der gerade aus der Haft entlassene Sexualstraftäter Kyle Jones wird enthauptet in einem New Yorker Vorort gefunden. Zunächst wird ein Mafiamord vermutet, dagegen spricht allerdings, dass die Wunden und die Art der Enthauptung nicht der eines Profis entsprechen. Logan und Wheeler finden nicht nur heraus, dass Jones in der Nachbarschaft unerwünscht war, sondern auch, dass er fünf Jahre unschuldig im Gefängnis gesessen hat. Gäste: Skipp Sudduth |           |                       |                                                                                       |                      |                                       |                    | |
| 154 | 21        | Beichtgeheimnis       | Last Rites                                                                            | 17. Aug. 2008        | 25. März 2009                         | Tom DiCillo        | Handlung: Warren Leight & Peter Blauner Schauspiel: Siobhan Byrne O’Connor & Marygrace O’Shea      |
| Team: Logan / Wheeler Der Gefängnispriester Pater Shea wendet sich an Logan. Er erzählt ihm von einem sterbenden Häftling, der vor 16 Jahren in der Bronx drei Morde begangen hat, für die ein Unschuldiger verurteilt worden ist. Logan und Wheeler rollen den Fall neu auf und stellen fest, dass die Zeugen damals gelogen haben und Beweise manipuliert worden sind. Kurze Zeit später wird ein Mordanschlag auf Pater Shea verübt. Logan vermutet die leitende Staatsanwältin Terri Driver hinter dem Anschlag, da sie offenbar damals die Zeugen und Beweise manipuliert hat, um ihre Karriere voranzutreiben. Logan und Wheeler geraten unter Druck und riskieren nunmehr ihre Karriere für den Fall. Pater Shea bedrängt Logan, den Job an den Nagel zu hängen. Gäste: Denis O’Hare |           |                       |                                                                                       |                      |                                       |                    | |
| 155 | 22        | Herzlos               | Frame                                                                                 | 24. Aug. 2008        | 1. Apr. 2009                          | Norberto Barba     | Handlung: Warren Leight Schauspiel: Julie Martin & Kate Rorick                                     |
| Team: Goren / Eames Goren muss einen schweren Schicksalsschlag verkraften: Sein Bruder Frank wird ermordet aufgefunden und es wird schnell klar, dass die Täterin vermutlich Nicole Wallace ist. Kurz darauf wird auch noch ein Anschlag auf Gorens alten Mentor Dr. Declan Gage verübt. Goren glaubt, dass die Psychopathin alle töten will, die ihm nahestehen. Der Verdacht erhärtet sich, als Goren von Wallace diverse Gegenstände mit Hinweisen auf Orte erhält, die Goren und Eames durchs ganze Land führen, bis sie zu einem Gästehaus kommen, wo ein Päckchen für Goren abgegeben wurde. Gäste: Olivia d’Abo, Tony Goldwyn, John Glover |           |                       |                                                                                       |                      |                                       |                    | |

## Staffel 8
Die Erstausstrahlung der achten Staffel war vom 19. April bis zum 9. August 2009 auf dem US-amerikanischen Kabelsender USA Network zu sehen. Die deutschsprachige Erstausstrahlung sendete der deutsche Free-TV-Sender VOX vom 4. November 2009 bis zum 24. März 2010.
| Nr. (ges.) | Nr. (St.) | Deutscher Titel       | Originaltitel       | Erstausstrahlung USA | Deutschsprachige Erstausstrahlung (D) | Regie            | Drehbuch                                                                               |
| --- | --------- | --------------------- | ------------------- | -------------------- | ------------------------------------- | ---------------- | -------------------------------------------------------------------------------------- |
| 156 | 1         | Mauer des Schweigens  | Playing Dead        | 19. Apr. 2009        | 4. Nov. 2009                          | Michael Smith    | Antoinette Stella                                                                      |
| Team: Goren / Eames Rick Siebert wird erschossen. Da er nicht nur drogensüchtig war, sondern auch dealte, vermuten die Ermittler Konkurrenzkämpfe in der Drogenszene. Ricks Freundin Stacy ist die Tochter eines angesehenen Stadtrates. Goren und Eames finden heraus, dass Rick offenbar an brisante Informationen über den Stadtrat gekommen ist, wonach dieser bestechlich ist. In der Familie des Stadtrates treffen die Ermittler auf eine Mauer des Schweigens. Gäste: Scott Cohen, Kathy Baker |           |                       |                     |                      |                                       |                  |                                                                                        |
| 157 | 2         | Rockstar              | Rock Star           | 26. Apr. 2009        | 11. Nov. 2009                         | Bill D'Elia      | Ed Zuckerman                                                                           |
| Team: Nichols / Wheeler Nachdem Det. Logan in Pension gegangen ist, nimmt der ehemalige Partner und Freund von Cpt. Ross Det. Zack Nichols seinen Platz an der Seite von Det. Wheeler ein. Sie bekommen es mit dem Mord an dem aufstrebenden Musiker Theodore Kenright zu tun. Sie können im Umfeld von Theodore nichts Auffälliges feststellen, doch dann kommt ein weiterer Musiker aus Theodores Wohngemeinschaft durch einen „Unfall“ ums Leben. Gäste: Kathryn Erbe, Ashton Holmes, Gillian Jacobs |           |                       |                     |                      |                                       |                  |                                                                                        |
| 158 | 3         | Das Chamäleon         | Identity Crisis     | 3. Mai 2009          | 18. Nov. 2009                         | Michael Smith    | Pamela Wechsler                                                                        |
| Team: Goren / Eames Goren und Eames finden bei einer Leiche, die zunächst nicht identifiziert werden kann, einen Schlüssel für ein Schließfach, dessen Inhalt nicht nur Aufschluss über die Identität des Toten gibt, sondern die Ermittler auch auf die Spur des Bruders des Opfers Tommy Burris führt. Ihn ausfindig zu machen erweist sich allerdings als schwierig, da Tommy offenbar ständig seine Identität wechselt. Gäste: Sam Trammell |           |                       |                     |                      |                                       |                  |                                                                                        |
| 159 | 4         | Durchgedreht          | In Treatment        | 10. Mai 2009         | 25. Nov. 2009                         | Jean de Segonzac | Timothy J. Lea                                                                         |
| Team: Nichols / Wheeler Der bei der Investmentfirma Bewliss Securities arbeitende Finanzmanager Frank Hatcher wird ermordet. Nichols und Wheeler befragen auch seinen Chef Archi Bewliss, der am nächsten Tag in die Klinik seines Arztes Dr. Ernst eingewiesen wird. In der Klinik finden die Ermittler heraus, dass die meisten Patienten ihr Geld bei Bewliss Securities angelegt und verloren haben. Ein Patient, der wütend auf Archi Bewliss ist, wird kurze Zeit später tot aufgefunden. Gäste: |           |                       |                     |                      |                                       |                  |                                                                                        |
| 160 | 5         | Die sieben Todsünden  | Faithfully          | 17. Mai 2009         | 2. Dez. 2009                          | Jean de Segonzac | Antoinette Stella                                                                      |
| Team: Goren / Eames Der Prominenten-Arzt Dr. Ryan Conlon überrascht einen Einbrecher und wird ermordet. Goren und Eames ermitteln im Umfeld des Arztes und finden heraus, dass er Informationen über einen seiner prominenten Patienten an die Presse weitergegeben hat. Die Ermittler können auch eine Verbindung zu der Kirche herstellen, in der Conlon Mitglied war. Dort stoßen sie auf den wegen Einbruchs mehrfach vorbestraften Ministranten Kevin Paxton. Gäste: Katheryn Winnick, Leland Orser |           |                       |                     |                      |                                       |                  |                                                                                        |
| 161 | 6         | Der dritte Mann       | Astoria Helen       | 31. Mai 2009         | 9. Dez. 2009                          | Norberto Barba   | Timothy J. Lea                                                                         |
| Team: Nichols / Wheeler Ein Verbrecher, der mit zwei Komplizen einen Geldtransporter überfallen hatte, stirbt durch eine Autoexplosion. Nichols und Wheeler nehmen daraufhin die Ermittlungen zu dem ungeklärten Raub wieder auf. Gäste: Domenick Lombardozzi |           |                       |                     |                      |                                       |                  |                                                                                        |
| 162 | 7         | Wo ist Emma?          | Folie a Deux        | 7. Juni 2009         | 16. Dez. 2009                         | David Manson     | Michael S. Chernuchin                                                                  |
| Team: Goren / Eames Die Tochter von Andre und Calista Haslum wird bei einer Reise nach New York aus dem Hotelzimmer entführt. Andre weilt in New York, um seiner Tante Emmily Huntsfort vor ihren Tod noch einen letzten Wunsch zu erfüllen. Die Ermittler kommen dem langjährigen Sekretär vom Emmily auf die Spur, der versucht, an ihr Geld zu kommen. Gäste: Piper Perabo, Luke Kirby |           |                       |                     |                      |                                       |                  |                                                                                        |
| 163 | 8         | Lug und Trug          | The Glory That Was… | 14. Juni 2009        | 6. Jan. 2010                          | Norberto Barba   | Robert Nathan                                                                          |
| Team: Nichols / Wheeler Die vermögende Caroline Walters, Handelsattaché des belgischen Konsulats, wird ermordet. Nachdem der Ehemann als Verdächtiger ausscheidet, führt die Spur zur privaten Sicherheitsfirma des Konsulats. Gäste: |           |                       |                     |                      |                                       |                  |                                                                                        |
| 164 | 9         | Amok                  | Family Values       | 21. Juni 2009        | 13. Jan. 2010                         | Jean de Segonzac | Handlung: Walon Green & Antoinette Stella Schauspiel: Walon Green                      |
| Team: Goren / Eames Der Mord an einem Ehepaar führt Goren und Eames auf die Spur des entlassenen Bankangestellten und religiösen Fanatikers Paul Delvidis, der offenbar seinen Bruder und seine Schwägerin ermordet hat. Während der Beerdigung des Ehepaares gibt es eine Bombenexplosion in Delvidis ehemaliger Bank, bei der weitere Opfer zu beklagen sind. Gäste: Brittany Robertson, David Harbour |           |                       |                     |                      |                                       |                  |                                                                                        |
| 165 | 10        | Abserviert            | Salome in Manhattan | 28. Juni 2009        | 20. Jan. 2010                         | Steve Shill      | Andrew Lipsitz                                                                         |
| Team: Nichols / Wheeler Lisa Wellesley, Larry Clay und der „Promikoch“ Max Goodwin sind Geschäftspartner und wollen ein neues Restaurant eröffnen. Der Geldgeber Reginald X. Oldman macht allerdings zur Bedingung, dass Larry Clay von der Partnerschaft ausgeschlossen wird. Kurze Zeit später wird Lisa tot aufgefunden. Gäste: Alexandra Daddario, Liam Aiken |           |                       |                     |                      |                                       |                  |                                                                                        |
| 166 | 11        | Mord am Meer          | Lady’s Man          | 28. Juni 2009        | 27. Jan. 2010                         | Ken Girotti      | Michael S. Chernuchin                                                                  |
| Team: Goren / Eames Buz Burnham wird am Strand erschossen. Burnham war vor Jahren der Hauptverdächtige in einem Mordfall, an dem auch Det. Eames mitgearbeitet hatte. Er wurde damals aus Mangel an Beweisen freigesprochen, was u. a. auch die Karriere des damals leitenden Staatsanwalts Kevin Mulroony zerstörte. Goren stellt gleich eine Verbindung zu dem alten Fall her und rollt ihn neu auf. Gäste: |           |                       |                     |                      |                                       |                  |                                                                                        |
| 167 | 12        | Mord aus Leidenschaft | Passion             | 12. Juli 2009        | 3. Feb. 2010                          | Jonathan Herron  | Michael S. Chernuchin                                                                  |
| Team: Nichols / Wheeler Die Lebensgefährtin und Assistentin des exzentrischen Schriftstellers Jacob Garrety wird ermordet. Zunächst gerät einer der Hauptsponsoren von Garretys Projekten ins Visier der Ermittler. Doch dann wird Garrety im Verhörraum des Polizeireviers ermordet. Gäste: |           |                       |                     |                      |                                       |                  |                                                                                        |
| 168 | 13        | Pokerface             | All In              | 19. Juli 2009        | 10. Feb. 2010                         | David Manson     | Handlung: Pamela Wechsler Schauspiel: Pamela Wechsler, Antoinette Stella & Walon Green |
| Team: Goren / Eames Der Pokerspieler Josh Snow hat viel Geld verloren und muss deshalb als Schuldeneintreiber für den zwielichtigen Barbesitzer Lou Cardinale arbeiten. Dabei benutzt er immer eine mit Platzpatronen geladene Pistole zur Einschüchterung der Schuldner. Eines Tages sind die Platzpatronen heimlich gegen scharfe Munition ausgetauscht worden. So wird Snow unfreiwillig zum Mörder. Gäste: Aaron Stanford |           |                       |                     |                      |                                       |                  |                                                                                        |
| 169 | 14        | In den eigenen Reihen | Major Case          | 26. Juli 2009        | 10. März 2010                         | Chris Zalla      | Andrew Lipsitz                                                                         |
| Team: Nichols / Wheeler / Eames Die zweite Schwangerschaft von Det. Wheeler nähert sich dem Ende, sodass Wheeler von Det. Eames abgelöst werden muss. Indessen wird die Drogendealerin Grace Purefoy ermordet, kurz nachdem sie versucht hat, ihre kriminelle Karriere hinter sich zu lassen. Der Fall gehört zwar nicht in die Zuständigkeit des Major Case Quad, Nichols bittet aber darum, den Fall übernehmen zu dürfen. Er hat seinen Kollegen, den Leiter des Kriminallabors Henry Muller, in Verdacht, der vermutlich ein Doppelleben als Triebtäter führt und der Nachbar von Grace war. Gäste: Dylan Baker, Kathryn Erbe |           |                       |                     |                      |                                       |                  |                                                                                        |
| 170 | 15        | Der Sadist            | Alpha Dog           | 2. Aug. 2009         | 17. März 2010                         | Norberto Barba   | Walon Green                                                                            |
| Team: Goren / Eames Das männliche Supermodel Hamp Trotter wird ermordet. Ins Visier der Ermittler gerät zunächst Trotters Ex-Frau Amy Townsend, die enttäuscht von ihm war, weil Trotter, je bekannter er wurde ein zunehmend ausschweifenderes Sex-Leben führte. Sie stoßen auf die Edelprostituierte Gallina Ilyanova Ritcher. Von ihrem Zuhälter erhalten Goren und Eames aufschlussreiche Informationen. Gäste: |           |                       |                     |                      |                                       |                  |                                                                                        |
| 171 | 16        | Revolution            | Revolution          | 9. Aug. 2009         | 24. März 2010                         | John David Coles | Michael S. Chernuchin                                                                  |
| Team: Nichols / Eames Aus Protest gegen Korruption und den Missbrauch von Staatsgeldern bei der Continental Bank kommt es in New York zu Demonstrationen. Dabei wird der Chef der Bank Peter Evans an den Pranger gestellt und kurze Zeit später tot aufgefunden. Die Spur führt Nichols und Eames zu Axel Kaspers, einem deutschen Ex-Terroristen, der glaubt, dass die Zeit für eine Revolution gekommen ist. Als dann ein Rekrut von Kaspers ermordet wird und Nichols sich mit den deutschen Behörden in Verbindung setzt, nimmt der Fall eine überraschende Wendung. Gäste: Stephen Lang                                     |           |                       |                     |                      |                                       |                  |                                                                                        |

## Staffel 9
Die Erstausstrahlung der neunten Staffel war vom 30. März bis zum 6. Juli 2010 auf dem US-amerikanischen Kabelsender USA Network zu sehen. Die deutschsprachige Erstausstrahlung sendete der deutsche Free-TV-Sender VOX vom 10. November 2010 bis zum 28. Februar 2011.
| Nr. (ges.) | Nr. (St.) | Deutscher Titel       | Originaltitel                | Erstausstrahlung USA | Deutschsprachige Erstausstrahlung (D) | Regie            | Drehbuch                          |
| --- | --------- | --------------------- | ---------------------------- | -------------------- | ------------------------------------- | ---------------- | --------------------------------- |
| 172 | 1         | Blutspur – Teil 1     | Loyalty (1)                  | 30. März 2010        | 10. Nov. 2010                         | Jean de Segonzac | Walon Green                       |
| Team: Goren / Eames / Nichols Ein somalischer Scheich und seine Geliebte kommen ums Leben, als ihr Boot bei einer Piratensafari für wohlhabende Gäste beschossen wird. Kurze Zeit später werden der Veranstalter der Safari, der Waffenhändler Taras Broidy, und seine Freundin erschossen. Daraufhin schaltet sich das FBI in die Ermittlungen ein und bekommt zur Verwunderung von Goren und Eames die volle Unterstützung von Cpt. Ross. Was sie nicht wissen: ihr Vorgesetzter ist vom FBI für einen Undercovereinsatz in der Waffenhändler-Szene angeworben worden. Kurze Zeit später wird Cpt. Ross erschossen. Gegen strikte Anweisungen des FBI unternehmen Goren und Eames alle Anstrengungen, um den Mord an ihrem Vorgesetzten und Freund aufzuklären. Gäste: Jeff Goldblum, David Zayas |           |                       |                              |                      |                                       |                  |                                   |
| 173 | 2         | Blutspur – Teil 2     | Loyalty (2)                  | 6. Apr. 2010         | 10. Nov. 2010                         | Jean de Segonzac | Barbara Hall                      |
| Team: Goren / Eames / Nichols / Stevens In Zusammenhang mit der Ermordung seines Vorgesetzten Cpt. Ross und mit zunehmenden psychischen Problemen wird Det. Goren zunehmend zum Problem für die Chiefs des Major Case Squad, was seine Entlassung aus dem Polizeidienst zur Folge hat. Det. Eames wird bei Laune gehalten, indem man ihr die Beförderung zum Captain und die Leitung des Major Case Squad anbietet. Unterdessen gehen die Ermittlungen im Mordfall am Waffenhändler Taras Broidy weiter. In die Ermittlungen schaltet sich Det. Nichols ein. Er bekommt Unterstützung von Det. Serena Stevens, die von Chicago nach New York versetzt worden ist und die im Elternurlaub befindliche Det. Wheeler ersetzt. Ins Visier der Ermittler gerät der Sohn des ermordeten somalischen Scheichs Hassan, der in den USA aufgewachsen ist. Bevor die Ermittler mehr von Hassan erfahren können, wird Cpt. Ross' Kontaktperson zum FBI, FBI-Agent Roy Loftin, und ein Geschäftsführer von Broidy, der selbst unter Verdacht stehende Jan Van Dekker, ermordet. Inzwischen ist Det. Eames klar geworden, dass sie ohne Goren nicht weiter arbeiten will. Sie lehnt die Beförderung und ihren neuen Posten ab und verlässt das Major Case Squad. Gäste: Jeff Goldblum, Saffron Burrows |           |                       |                              |                      |                                       |                  |                                   |
| 174 | 3         | Alte Bekannte         | Broad Channel                | 13. Apr. 2010        | 17. Nov. 2010                         | Omar Madha       | Mark Malone                       |
| Team: Nichols / Stevens – Gäste: |           |                       |                              |                      |                                       |                  |                                   |
| 175 | 4         | Die tote Tänzerin     | Delicate                     | 20. Apr. 2010        | 24. Nov. 2010                         | Tom DiCillo      | Nicole Mirante-Matthews           |
| Team: Nichols / Stevens – Gäste: |           |                       |                              |                      |                                       |                  |                                   |
| 176 | 5         | Kriegsschuld          | Gods & Insects               | 27. Apr. 2010        | 1. Dez. 2010                          | Jonathan Herron  | Ted Sullivan                      |
| Team: Nichols / Stevens – Gäste: |           |                       |                              |                      |                                       |                  |                                   |
| 177 | 6         | Mitten ins Herz       | Abel & Willing               | 4. Mai 2010          | 8. Dez. 2010                          | Kevin Bray       | Michael Angeli                    |
| Team: Nichols / Stevens – Gäste: |           |                       |                              |                      |                                       |                  |                                   |
| 178 | 7         | Jagdtrieb             | Love Sick                    | 11. Mai 2010         | 22. Dez. 2010                         | Jim Hayman       | Nicole Mirante-Matthews           |
| Team: Nichols / Stevens – Gäste: |           |                       |                              |                      |                                       |                  |                                   |
| 179 | 8         | Eisige Liebe          | Love on Ice                  | 18. Mai 2010         | 3. Jan. 2011                          | Ken Girotti      | David Klass & James Sadwith       |
| Team: Nichols / Stevens – Gäste: |           |                       |                              |                      |                                       |                  |                                   |
| 180 | 9         | Russenmafia           | Traffic                      | 25. Mai 2010         | 10. Jan. 2011                         | Chris Zalla      | Antoniette Stella                 |
| Team: Nichols / Stevens – Gäste: |           |                       |                              |                      |                                       |                  |                                   |
| 181 | 10        | Copykill              | Disciple                     | 1. Juni 2010         | 17. Jan. 2011                         | Christine Moore  | Walon Green & Michael Angeli      |
| Team: Nichols / Stevens – Gäste: |           |                       |                              |                      |                                       |                  |                                   |
| 182 | 11        | Kinder der Finsternis | Lost Children of the Blood   | 8. Juni 2010         | 24. Jan. 2011                         | John David Coles | Christine Bailey                  |
| Team: Nichols / Stevens – Gäste: |           |                       |                              |                      |                                       |                  |                                   |
| 183 | 12        | Mords-Bande           | True Legacy                  | 15. Juni 2010        | 31. Jan. 2011                         | Yon Motskin      | Antoinette Stella                 |
| Team: Nichols / Stevens Ein Imbisswagenbesitzer wird tot in seinem Auto entdeckt. Die Spur führt zu seiner Geliebten, der Schwiegertochter eines Politikers. Gäste: |           |                       |                              |                      |                                       |                  |                                   |
| 184 | 13        | Teufelspakt           | The Mobster Will See You Now | 22. Juni 2010        | 7. Feb. 2011                          | Jean de Segonzac | Michael Angeli                    |
| Team: Nichols / Stevens Les Tarney, Mitarbeiter des Gesundheitsministeriums, scheint an seinem Essen erstickt zu sein. Die Spuren führen die Detectives zu Henry di Piano, der Verbindungen zur Mafia besitzt. Gäste: |           |                       |                              |                      |                                       |                  |                                   |
| 185 | 14        | Duell                 | Palimpsest                   | 29. Juni 2010        | 14. Feb. 2011                         | Darnell Martin   | Mark Malone                       |
| Team: Nichols / Stevens In einem Haus werden zwei Leichen entdeckt. Es sieht so aus, als seien beide Opfer eines Duells geworden. Die Tochter des Hauses ist eine alte Liebe von Nichols. Gäste: |           |                       |                              |                      |                                       |                  |                                   |
| 186 | 15        | Verbissen             | Inhumane Society             | 6. Juli 2010         | 21. Feb. 2011                         | Michael Smith    | Courtney Parker & Geoffrey Thorne |
| Team: Nichols / Stevens Die Leiche von Ron Jordan wird in einem Hundezwinger gefunden. Die Spur führt zu seinen alten Freunden, denen er für Hafterleichterung die volle Verantwortung für illegale Hundekämpfe in die Schuhe schob. Gäste: |           |                       |                              |                      |                                       |                  |                                   |
| 187 | 16        | Blutengel             | Three-In-One                 | 6. Juli 2010         | 28. Feb. 2011                         | Arthur W. Forney | Walon Green & David Klass         |
| Team: Nichols / Stevens Am Fundort der Leiche der Maklerin Hildy Glazer wird ein mit Blut gemaltes Bild gefunden, das auf ein Kind als Täter deutet. Nichols sucht Rat bei seinem Vater. Gäste: |           |                       |                              |                      |                                       |                  |                                   |

## Staffel 10
Die Erstausstrahlung der zehnten Staffel war vom 1. Mai bis zum 26. Juni 2011 auf dem US-amerikanischen Kabelsender USA Network zu sehen. Die deutschsprachige Erstausstrahlung sendete der deutsche Free-TV-Sender VOX vom 31. Oktober bis zum 19. Dezember 2011.
| Nr. (ges.) | Nr. (St.) | Deutscher Titel   | Originaltitel                   | Erstausstrahlung USA | Deutschsprachige Erstausstrahlung (D) | Regie            | Drehbuch                                                                        |
| --- | --------- | ----------------- | ------------------------------- | -------------------- | ------------------------------------- | ---------------- | ------------------------------------------------------------------------------- |
| 188 | 1         | Fashion Victim    | Rispetto                        | 1. Mai 2011          | 31. Okt. 2011                         | Jean de Segonzac | Rick Eid                                                                        |
| Team: Goren / Eames Nach einem Besuch auf der After-Show-Party des Modedesigners Nyle Brite wird das Callgirl Sara tot in ihrer Wohnung aufgefunden. Gäste:                                   |           |                   |                                 |                      |                                       |                  |                                                                                 |
| 189 | 2         | Der Tröster       | The Consoler                    | 8. Mai 2011          | 7. Nov. 2011                          | Michael Smith    | Chris Brancato                                                                  |
| Team: Goren / Eames Ein scheinbarer Selbstmord führt die Detectives zu einem Priester der katholischen Kirche und einem dunklen Geheimnis. Gäste:                                             |           |                   |                                 |                      |                                       |                  |                                                                                 |
| 190 | 3         | Cyber-Krieg       | Boots on the Ground             | 15. Mai 2011         | 14. Nov. 2011                         | Jean de Segonzac | Handlung: Marlane Gomard Meyer & Paul Eckstein Schauspiel: Marlane Gomard Meyer |
| Team: Goren / Eames Der tot auf der Straße aufgefundene Ian Mansfield stellt sich schnell als Opfer eines erbitterten Konkurrenzkampfes zweier IT-Sicherheitsfirmen heraus. Gäste:            |           |                   |                                 |                      |                                       |                  |                                                                                 |
| 191 | 4         | Arm und reich     | The Last Street in Manhattan    | 22. Mai 2011         | 21. Nov. 2011                         | Jean de Segonzac | Rick Eid                                                                        |
| Team: Goren / Eames Nachdem ein Investmentbanker auf offener Straße erschossen wurde, mangelt es nicht an Verdächtigen für die Eifersuchtstat. Gäste:                                         |           |                   |                                 |                      |                                       |                  |                                                                                 |
| 192 | 5         | Sein letzter Wein | Trophy Wine                     | 5. Juni 2011         | 28. Nov. 2011                         | Michael Smith    | Warren Leight                                                                   |
| Team: Goren / Eames Ein Händler für exquisite Weine wird nach einer Verkostung tot aufgefunden. Diverse Ungereimtheiten machen den Fall kompliziert. Gäste:                                   |           |                   |                                 |                      |                                       |                  |                                                                                 |
| 193 | 6         | Leichentausch     | Cadaver                         | 12. Juni 2011        | 5. Dez. 2011                          | Frank Prinzi     | Julie Martin                                                                    |
| Team: Goren / Eames Im Park wird eine Leiche gefunden, die auf den ersten Blick auf den Vermissten Ben Langston zu passen scheint. Aber die Wahrheit ist komplizierter. Gäste:                |           |                   |                                 |                      |                                       |                  |                                                                                 |
| 194 | 7         | Ikarus            | Icarus                          | 19. Juni 2011        | 12. Dez. 2011                         | Frank Prinzi     | Julie Martin                                                                    |
| Team: Goren / Eames Bei einer Inszenierung des Musicals 'Ikarus' kommt ein Schauspieler wegen eines gerissenen Sicherheitsgurtes ums Leben. Irgendjemand scheint manipuliert zu haben. Gäste: |           |                   |                                 |                      |                                       |                  |                                                                                 |
| 195 | 8         | Zwillingsmord     | To the Boy in the Blue Knit Cap | 26. Juni 2011        | 19. Dez. 2011                         | Jean de Segonzac | Julie Martin & Chris Brancato                                                   |
| Team: Goren / Eames Die Zwillinge Thomas und Parker Gaffney sind erfolgreiche Unternehmer. Beide werden tot in den Räumen eines Konkurrenten aufgefunden. Gäste:                              |           |                   |                                 |                      |                                       |                  |                                                                                 |